# Бест, Джордж
Джордж Бест (англ. George Best; 22 мая 1946 года, Белфаст, Северная Ирландия — 25 ноября 2005 года, Лондон, Англия) — североирландский футболист, крайний полузащитник, признаваемый одним из величайших игроков в истории футбола.
Бест начал профессиональную карьеру в английском клубе «Манчестер Юнайтед». В возрасте 17 лет Бест дебютировал в основном составе «Юнайтед», а в скором времени стал одним из ведущих игроков клуба. Выступал за команду на протяжении одиннадцати лет, сыграв за это время 470 матчей и забив 179 мячей. Он был лучшим бомбардиром «красных дьяволов» на протяжении пяти сезонов, а также до сих пор является лучшим бомбардиром «Манчестер Юнайтед» среди полузащитников за всю историю.
Бест считается одним из лучших дриблёров всех времён, он обладал высокой стартовой и дистанционной скоростью, отличной координацией движений и устойчивостью, навыками обводки, позволявшими ему обыгрывать сразу нескольких соперников подряд, а также поставленным ударом с обеих ног и развитым голевым чутьём. В 1968 году в составе «Манчестер Юнайтед» Бест завоевал Кубок европейских чемпионов и был назван лучшим футболистом года в Европе.
В 1974 году 27-летний Бест неожиданно покинул «Манчестер Юнайтед», после чего выступал за множество разных клубов по всему миру, а десять лет спустя, в возрасте 37 лет, завершил футбольную карьеру. С 1964 по 1977 год Бест выступал за национальную сборную Северной Ирландии, однако слабое выступление команды в отборочных матчах чемпионатов Европы и мира не позволило ему сыграть на крупных международных турнирах.
Бест был популярен не только на футбольном поле, но и за его пределами. Он стал одним из первых медийных знаменитостей из мира футбола, его называли «суперзвездой», секс-символом и плейбоем, «иконой стиля», «пятым Битлом». В 2008 году журнал GQ включил Джорджа Беста в список 50 самых стильных людей за последние полвека. Вследствие огромной популярности, славы и денег он вёл экстравагантный и разгульный образ жизни, что привело его к алкоголизму, проблемам на футбольном поле и вне его. После завершения карьеры игрока работал футбольным экспертом.
В 2002 году перенёс пересадку печени, а в 2005 году умер в возрасте 59 лет от осложнений, связанных с алкоголизмом и приёмом иммунодепрессантов. Был дважды женат, в первом браке родился его единственный сын, Калум.
В 1999 году по итогам голосования, проведённого Международной федерацией футбольной истории и статистики, Бест занял 11-е место в списке лучших европейских футболистов XX столетия и 16-е место в списке лучших футболистов мира. По результатам голосования, проводимого журналом World Soccer в том же году, Бест занял 8-е место в списке 100 величайших игроков XX века. В 2002 году Бест был включён в Зал славы английского футбола. Известный бразильский футболист Пеле назвал Беста «величайшим футболистом в мире». Бест так прокомментировал это заявление: «Пеле назвал меня величайшим футболистом в мире. Это высшая честь в моей жизни». В 2006 году аэропорт Белфаста был назван в честь Джорджа Беста.

## Ранние годы
Джордж Бест родился 22 мая 1946 года в Крегаге, восточном районе Белфаста. Он был первым ребёнком в семье токаря с местной верфи Дики Беста (1920—2008) и работницы табачной фабрики Энн Уизерс (1923—1978). Родители Джорджа поженились в июне 1945 года. Предки Дики были родом из Шотландии, тогда как Энн была чистокровной ирландкой. К моменту рождения Джорджа его родители жили в доме родителей его матери Энн Уизерс на Донард-стрит. В октябре 1947 года у Джорджа родилась сестра, Кэрол, а в январе 1949 года молодая семья Бестов переехала в собственный дом по адресу Баррен-уэй, 16.
Бест увлёкся футболом с ранних лет. Отец Джорджа, Дики, играл в футбол на любительском уровне до 36 лет, но первым человеком, подарившим малышу мяч и показавшему, как с ним играть, стал его дед по материнской линии, Джордж Уизерс, в честь которого и назвали Джорджа Беста. На одной из первых фотографий Джордж, которому было 14 месяцев, пинает мяч во дворе своих бабушки и дедушки по материнской линии. «Джордж не расставался с мячом», — вспоминала о детстве своего сына Энн Бест. Юный Джордж целыми днями играл в футбол во дворе своего дома, используя в качестве ворот гараж отца, а спать зачастую ложился в обнимку с мячом.

Мы играли с мячом при каждом удобном случае, с рассвета до заката. Мы так делали, потому что любили это, но ещё потому, что в то время детям больше было нечем заняться. По телевидению почти не показывали футбол, не было компьютерных игр и чего-то подобного, поэтому всё свободное время мы проводили на улице... Когда я пошёл в начальную школу, которая была неподалёку от дома моей бабушки, ничего не изменилось. Я брал теннисный мячик, пинал его по пути в школу, делал уроки, в обед мчался домой, чтобы съесть тост и выпить чашку чая у бабушки. Сразу после этого я возвращался к игре с мячом. Я был первым на футбольной площадке, потому что бабушка жила прямо за углом. Потом ко мне присоединялись другие ребята и мы играли один против одного, два против двух, а когда все возвращались с обеда, мы играли, наверное, тридцать на тридцать человек. Это была очень хорошая тренировка. Ты учился не отдавать мяч, получив его, потому что если ты его терял, ты мог больше им не завладеть. В тех играх если ты мог сделать шесть касаний мяча, ты был хорош. После школы мы снова собирались на площадке и играли до самого вечера... Как только начинало темнеть, родители забирали своих детей домой. Но даже когда было совсем темно, и на площадке оставался я один, я не уходил, продолжая пинать мяч между дверями гаражей, пока родители не забирали меня домой.— Джордж Бест
В 1957 году 11-летний Бест успешно сдал экзамены и поступил в Гросвенорскую среднюю школу. Это было большим достижением и гордостью для родителей Джорджа; большинство приятелей Беста не смогли сдать экзамены для поступления в эту школу. Однако возникли трудности: эта школа находилась в католическом районе Белфаста, тогда как Джордж был из семьи протестантов. Бесту, одетому в протестантскую форму, по пути в школу и обратно приходилось буквально бегом пробегать «недружелюбный» район. Кроме того, Джордж скучал по друзьям из прежней школы, а главное, по игре в футбол: единственным видом спорта в его новой школе было регби. Из-за этого Бест вскоре начал прогуливать занятия, играя в уличный футбол. В конце концов, это стало известно его родителям, после чего Джордж перешёл в Лиснашаррагскую среднюю школу (Lisnasharragh Secondary School), которая была ближе к его дому. Там он встретился со своими друзьями из начальной школы и смог, наконец, сосредоточиться на игре в футбол.
В детстве Джордж болел за местный клуб «Гленторан». Дед Джорджа по отцовской линии, Джеймс «Скотти» Бест, жил рядом со стадионом «Гленторана» «Овал» и часто брал с собой внука на матчи этой команды. Позднее, когда Джордж начал смотреть футбол по телевизору в доме соседей, он начал болеть за английский клуб «Вулверхэмптон Уондерерс», который становился чемпионом Англии в сезонах 1957/58 и 1958/59 и играл в Кубке европейских чемпионов.
В возрасте 13 лет, незадолго до своего 14-летия, Джордж начал выступать за местную молодёжную команду «Крегаг Бойз» (Cregagh Boys). В то время он был очень худым, но уже демонстрировал незаурядный футбольный талант. Команду тренировал Бад Макфарлэн, который одновременно был тренером резервного состава «Гленторана». Однажды Макфарлэн сказал Джорджу, что у него слабая левая нога в плане техники обработки мяча. После этого Джордж начал усиленно тренировать левую ногу, используя как футбольный, так и теннисный мяч. Во время одного из матчей он навесил груз на правую ногу и касался мяча только левой ногой. В этом матче команда Беста выиграла со счётом 21:0, а Джордж забил 12 мячей левой ногой.
Бад Макфарлэн дружил с Бобом Бишопом. Боб Бишоп тренировал другую местную юношескую команду, «Бойленд Ют», а по совместительству был главным скаутом английского клуба «Манчестер Юнайтед» в Северной Ирландии. По совету Макфарлэна Бишоп пригласил Джорджа на просмотр в тренировочный лагерь своей команды. Бишоп был впечатлён техникой Джорджа, но не был уверен в его физических данных. Скаут «Лидс Юнайтед», также наблюдавший за Бестом, сказал Бишопу: «Этот парень никогда не станет профессиональным футболистом, он слишком тощий». Однако Бишоп попросил Макфарлэна организовать игру между командой «Крегаг Бойз» до 15 лет (куда вошёл Бест) и своей командой «Бойлен Ют», куда вошли игроки в возрасте 17 и 18 лет. Тем самым он хотел понаблюдать за действиями Джорджа в игре против более старших и физически сильных соперников. Ребята из «Крегаг Бойз» выиграли со счётом 4:2, два мяча забил Джордж Бест. Это окончательно убедило Боба Бишопа, и он отправил в «Манчестер Юнайтед» телеграмму:
Кажется, я нашёл для вас гения

## Клубная карьера

### «Манчестер Юнайтед» (1961—1974)

#### Молодёжный состав
После телеграммы Боба Бишопа 15-летнему Бесту предложили отправиться на двухнедельный просмотр на «Олд Траффорд». Джордж согласился, и в июле 1961 года вместе с другим юным североирландцем Эриком Макморди поехали из Белфаста в Манчестер. Клуб не организовал официальной встречи, и пара подростков не без труда самостоятельно добиралась до пункта назначения, сначала приплыв в Ливерпуль, затем добравшись на поезде до Манчестера, после чего они поймали такси и попросили отвезти их на «Олд Траффорд». Бест и Макморди не знали, что в городе есть два стадиона с названием «Олд Траффорд», и таксист привёз их на крикетный стадион. В конце концов, после тяжёлой ночи с переездами они добрались до места. Подростков встретил главный скаут «Юнайтед» Джо Армстронг. Он доставил ребят на тренировочную базу клуба, которая располагалась в тот период в Эрмстоне, и представил их другим североирландцам, выступавшим за «Манчестер Юнайтед» — Сэмми Макмиллану, Ронни Бриггзу, Джимми Николсону и Гарри Греггу. Клуб предоставил Бесту и Макморди комнату в доме типовой застройки в Чорлтоне, пригороде Манчестера. Владелицей дома была миссис Мэри Фуллауэй. Позднее она так вспоминала, как впервые увидела Джорджа: «Я хотела усадить его и накормить мясом и картошкой. Он был таким худым! Он был больше похож на ученика жокея, а не на футболиста. Я не верила, что у него получится [стать футболистом]». Из-за сильного белфастского акцента местные жители, включая водителей манчестерского транспорта и миссис Фуллауэй, почти не понимали, что им говорили Джордж и Эрик. Закрывшись в своей комнате после ужина, ребята обсудили события прошедшего дня и решили на следующее утро вернуться домой. На следующий день они сказали Джо Армстронгу, что возвращаются домой. Их не отговаривали, и в тот же день они вернулись в Белфаст. Когда родители увидели, что Джордж вернулся в их дом, они подумали, что он «сделал что-то плохое» и поэтому его отправили назад. Однако он сообщил родителям, что просто «заскучал по дому». Однако через две недели, после телефонного разговора Мэтта Басби с Дики Бестом, Джордж вернулся в Манчестер.
С 1961 по 1963 год Джордж тренировался с молодёжными командами «Манчестер Юнайтед», причём неофициально: до достижения 17 лет клуб не мог подписать с ним не только профессиональный, но и даже и ученический контракт. Запрет на подписание ученических контрактов стал следствием частых жалоб от Ирландской и Шотландской футбольных ассоциаций, обвинявших английские клубы в «переманивании» лучших талантов в Англию. В связи с этим игроки без контракта вроде Беста должны были официально где-то работать. Джорджу нашли работу на судоходном канале Манчестера, а тренировался он дважды в неделю. Его это не устраивало: он хотел тренироваться каждый день. После многочисленных жалоб и угроз покинуть команду, в случае если ему не дадут регулярно тренироваться, клуб нашёл решение. У одного из богатых болельщиков «Манчестер Юнайтед» был бизнес, связанный с электричеством, неподалёку от Клифф, тренировочной базы команды. Клуб устроил Беста и другого юного игрока без контракта, Джона Фицпатрика, на работу «электриками» неподалёку от Клиффа. В девять утра ребята «отмечались» на работе, затем выходили через чёрный ход и шли на тренировочное поле, а около пяти вечера возвращались на работу, чтобы вновь «отметиться». Таким образом Бест смог проводить полноценные ежедневные тренировки с командой. В этот период Джордж подружился с другими молодыми игроками, выступавшими за «Юнайтед»: Джоном Фицпатриком, Джимми Райаном, Питером Макбрайдом и Дэвидом Сэдлером.
После утренних тренировок Джордж, наряду с другими игроками молодёжной академии, отправлялся на «Олд Траффорд» выполнять различную подсобную работу, в частности чистить бутсы профессиональных игроков «Юнайтед». Джорджу доставались бутсы вратаря Гарри Грегга и нападающего Алекса Доусона, которые нужно было тщательно вычистить, отполировать и смазать специальным жиром. После чистки бутс Бест и другие игроки академии брали в руки мётлы и подметали террасы «Олд Траффорд», найденные при этом монеты они оставляли себе.
Бест уделял большое внимание тренировкам своих слабых сторон: игре левой ногой, игре головой, отбору мяча. Он упорно занимался, задерживаясь на поле даже после того, как завершались командные тренировки.

#### Сезон 1963/64
В 1963 году Джордж Бест подписал первый профессиональный контракт в своей карьере. Главный тренер «Юнайтед» Мэтт Басби пригласил Джорджа в свой кабинет и произнёс: «Поздравляю, сынок. Мы предлагаем тебе профессиональный контракт». Бест подписал контракт, даже не прочитав условия. Потом выяснилось, что он будет получать 17 фунтов в неделю, что было для Беста «огромной суммой». Сразу после подписания контракта Джордж отправил отцу телеграмму следующего содержания: «Твой сын теперь профессионал. Я подписал контракт!» Вскоре после этого Джордж приобрёл свой первый автомобиль. Нападающий «Юнайтед» Дэвид Херд владел гаражным бизнесом, и продал Бесту малолитражный автомобиль марки Austin 1100 за 400 фунтов. 25 мая 1963 года Бест поехал с командой в Лондон, где на знаменитом стадионе «Уэмбли» прошёл финал Кубка Англии. «Юнайтед» выиграл Кубок Англии, обыграв «Лестер Сити» со счётом 3:1. На юного Джорджа, наблюдавшего за игрой с трибун, произвела большое впечатление атмосфера переполненного «Уэмбли» и вид капитана команды, Ноэла Кантуэлла, поднимающегося по ступеням стадиона в королевскую ложу для вручения кубка, украшенного красно-белыми ленточками.
В сезоне 1963/64 Бест активно выступал за молодёжную команду «Манчестер Юнайтед», часто составляя атакующий дуэт с Джоном Фицпатриком. 14 сентября 1963 года первая команда «Юнайтед» играла против клуба «Вест Бромвич Альбион», занимавшего 2-е место в турнирной таблице Первого дивизиона. Перед матчем травмировались Иан Мойр и Денис Лоу. Лоу заменил Нобби Стайлз, а на замену правому вингеру Мойру в первую команду был приглашён 17-летний Джордж Бест, получивший футболку с номером «7». По ходу матча Бесту противостоял опытный Грэм Уильямс, левый крайний защитник сборной Уэльса. Несмотря на жёсткую игру Уильямса, который не стеснялся бить Беста по ногам, юный североирландец провёл яркий матч, активно действуя по своему флангу, и к концу игры просто измотал опытного соперника. По окончании матча, завершившегося победой «Юнайтед» со счётом 1:0, Уильямс пожал Бесту руку со словами: «Постой-ка, сынок, чтобы я мог рассмотреть твоё лицо, а то я весь день глядел, как твоя спина удаляется вдоль боковой». После игры Мэтт Басби похвалил юного североирландца, но сам Джордж остался не очень доволен своим первым выступлением в основном составе, считая, что мог сыграть лучше.
После своего дебюта в основном составе Бест не вызывался в первую команду на протяжении трёх месяцев, продолжая играть за молодёжную и резервные команды «Юнайтед». Первая команда играла нестабильно: 9 ноября «Манчестер Юнайтед» разгромил «Тоттенхэм» со счётом 4:1, но в следующем матче сам был разгромлен «Астон Виллой» со счётом 0:4. В первой половине декабря «Юнайтед» обыграл «Сток Сити» и «Шеффилд Уэнсдей», но затем последовали два крупных поражения от «Эвертона» 21 декабря (0:4) и «Бернли» 26 декабря (1:6). На тот момент Джордж находился в Белфасте, где проводил рождественские праздники вместе с семьёй. Но череда поражений убедила Мэтта Басби обновить состав первой команды. Бест получил телеграмму с требованием прибыть в Манчестер на ответную игру против «Бернли». Бест согласился при условии, что сразу же после игры он сможет вернуться в Белфаст на самолёте. 28 декабря, через два дня после выездного поражения от «Бернли», на «Олд Траффорд» была проведена ответная встреча. Бест принял в ней участие и помог своей команде разгромить соперника со счётом 5:1, забив свой первый гол за «Манчестер Юнайтед». Вернувшись в Белфаст, он первым делом купил свежий номер газеты Belfast Telegraph, на последней странице которого была фотография, на которой Бест отправлял мяч в сетку ворот «Бернли».
После этой игры Бест закрепился в основном составе «Манчестер Юнайтед». Всего в сезоне 1963/64 Бест забил 6 голов в 26 матчах, включая дубль в ворота «Болтон Уондерерс» 19 февраля. «Манчестер Юнайтед» занял второе место в Первом дивизионе, уступив четыре очка завоевавшему чемпионский титул «Ливерпулю».
Несмотря на игру в основной команде, Джордж продолжал активно выступать за молодёжный состав. Весной 1964 года Бест в составе молодёжной команды «Манчестер Юнайтед» обыграл «Манчестер Сити» в полуфинале Молодёжного кубка Англии, а затем помог своей команде победить «Суиндон Таун» в финале. Победа в этом турнире принесла Бесту первый в его карьере трофей, а молодёжная команда «Юнайтед» под руководством Джимми Мерфи выиграла Молодёжный кубок Англии в шестой раз (и в первый раз после мюнхенской трагедии).
В апреле 1964 года Джордж получил свой первый вызов в национальную сборную и провёл за неё два матча, против Уэльса и Уругвая. Он отметил это событие, купив себе новый автомобиль: это был двухместный спортивный купе Sunbeam Alpine. Austin 1100, купленный им в прошлом году, он подарил своему отцу.

#### Сезон 1964/65
Сезон 1964/65 18-летний Бест начал в качестве ключевого игрока основного состава. Начиная с этого сезона слава о молодом техничном пареньке из Белфаста начала распространяться по всей Англии, и даже болельщики других клубов активно обсуждали игру Беста. 30 сентября 1964 года «Манчестер Юнайтед» играл на выезде с лидером чемпионата, лондонским «Челси», который на тот момент шёл без поражений. «Юнайтед» обыграл «пенсионеров» со счётом 2:0 благодаря голам Беста и Дениса Лоу. Главный тренер «Челси» Томми Дохерти назвал игру Беста «фантастической». Газета The Times сообщила:
Зрители увидели настоящую демонстрацию того, как нужно играть на фланге. Продемонстрировал им это Бест. Его было не остановить. Казалось, даже фанаты «Челси» жаждали увидеть, как он получает мяч и проходит защитников одного за другим. Шеллито, в особенности, словно бы пытался засунуть джинна обратно в бутылку, но ему этого не удалось. Роковой удар последовал после получаса игры, когда Бест, обладающий прекрасным равновесием и низким центром тяжести, как призрак пролетел через оборону соперника и перехватил пас Хинтона своему вратарю. Это была крошечная ошибка, но достаточная, чтобы вывести «Манчестер Юнайтед» вперёд в этом матче. Через мгновение мяч был в воротах.
Позднее Мэтт Басби вспоминал:
Это была одна из многих отличных игр, которые Джордж провёл против «Челси». Что-то в самом их стадионе словно «заводило» его. Но я всегда буду помнить его первый матч там. После этого, когда бы мы ни приезжали на «Стэмфорд Бридж», мне хотелось позвонить в полицию и предупредить их, что вскоре будет совершено убийство.
После окончания матча зрители на «Стэмфорд Бридж» устроили Бесту овацию. По мнению Дениса Лоу, именно после победы над «Челси» «Манчестер Юнайтед» приобрёл уверенность в своих силах, благодаря которой команда смогла стать чемпионом Англии. Борьба за чемпионский титул в том сезоне развернулась между «Манчестер Юнайтед», «Челси» и «Лидсом». После победы над «Челси» «Манчестер Юнайтед» провёл в лиге 9 матчей в октябре и ноябре, выиграв восемь из них и однажды сыграв вничью. 5 декабря команда принимала на «Олд Траффорд» «Лидс Юнайтед». Игра получилась для хозяев непростой: «Лидс» под руководством Дона Реви был хорошо организованной командой, игравшей в физический, подчас жёсткий футбол. Бест вспоминал, что за всю свою карьеру в Англии он надевал под гетры защитные щитки только на матчи против «Лидса» — настолько жёстко действовали против него игроки этой команды. Матч прерывался на 10 минут из-за густого тумана, накрывшего стадион, но затем был возобновлён. «Лидс» играл от обороны, организованно отражая атаки «Манчестера», Бест провёл не лучший свой матч. Единственный гол в игре после ошибки вратаря «Манчестер Юнайтед» Пэта Данна забил игрок «Лидса» Бобби Коллинз.
После поражения от «Лидса» 5 декабря «Манчестер Юнайтед» в последующих девяти играх выиграл лишь дважды, пять раз сыграв вничью и проиграв «Тоттенхэму» и «Сандерленду». К весне «Манчестер Юнайтед» занимал третью строчку в турнирной таблице, уступая «Лидсу» и «Челси». 13 марта «Челси» был разгромлен на «Олд Траффорд» со счётом 4:0 (один из мячей снова забил Бест), после чего лондонский клуб выбыл из чемпионской гонки. В марте и большей части апреля «Манчестер Юнайтед» выиграл все свои матчи в чемпионате, кроме одного, в том числе одержав ключевую победу над «Лидс Юнайтед» на «Элланд Роуд» 17 апреля. 26 апреля «Лидс» играл свой последний матч сезона в лиге против «Бирмингем Сити», а «Манчестер Юнайтед» в тот же день принимал «Арсенал», причём у «Манчестера» оставалась ещё одна игра в запасе (против «Астон Виллы»). «Лидсу» была необходима победа, но они свой матч сыграли вничью, тогда как «Манчестер Юнайтед» обыграл «Арсенал» благодаря двум голам Лоу и голу Беста. Это означало, что независимо от результата игры против «Астон Виллы» «Манчестер Юнайтед» становился чемпионом Англии. Ничего не значащий матч против «Виллы» «Юнайтед» проиграл, но завоевал чемпионский титул. Принципиальные соперники, «Лидс Юнайтед» и «Манчестер Юнайтед», завершили сезон, набрав по 61 очку, но титул достался клубу из Манчестера, у которого было лучшее соотношение забитых и пропущенных мячей. Именно яркая игра в атаке отличала ту команду Басби. Атакующий «костяк» «Юнайтед» тогда составляли нападающие Лоу и Херд, правый вингер Джон Коннелли (купленный перед началом сезона у «Бернли»), Джордж Бест на левом фланге, и Бобби Чарльтон, который играл в полузащите в паре с Крерандом, но часто подключался к атакам. Денис Лоу забил в чемпионате 28 мячей, Дэвид Херд — 20, Джон Коннелли — 15, Бест и Чарльтон — по 10. Всего Джордж Бест провёл в том сезоне 59 матчей и забил 14 мячей.
В 1965 году на фоне своей растущей популярности Джордж нанял агента. Им стал Кен Стэнли, который уже несколько лет был агентом Дениса Лоу. Стэнли не был футбольным агентом в современном понимании этого термина — в частности, он никак не контактировал с клубом и не вёл переговоров о зарплате Джорджа, занимаясь исключительно коммерческой и инвестиционной деятельностью, связанной с именем его клиента (рекламными контрактами, спонсорскими соглашениями и так далее).

#### Сезон 1965/66
В сезоне 1965/66 «Манчестер Юнайтед» в ранге действующего чемпиона Англии вернулся в Кубок европейских чемпионов. Сезон начался с матча на Суперкубок Англии, в котором «Юнайтед» сыграл против «Ливерпуля». Бест в этой игре забил гол и отдал голевую передачу на Дэвида Херда, но «Ливерпуль» также забил два мяча, и матч завершился вничью 2:2. В чемпионате «Юнайтед» стартовал неудачно, выиграв только два матча в первых восьми турах. Бест играл во всех этих матчах, но не забил ни одного гола. При этом он проводил свободное время на вечеринках и в ночных клубах. В итоге Мэтт Басби впервые принял решение о дисциплинарном наказании и отстранил Джорджа от игры на три матча. В девятом туре, в котором «Юнайтед» дома принимал «Челси» 18 сентября, Бест остался на скамейке запасных. Команда без него разгромила соперника со счётом 4:1. Таблоид The Sun вышел с заголовком «Басби отстраняет паренька Беста». Сам Басби так прокомментировал ситуацию: «Джорджу нужен отдых. У него проблемы. Люди забывают, что ему всего лишь 19. Я уверен, что это временная оплошность». В период отсутствия Беста его на левом фланге атаки заменил Джон Астон.
6 октября Басби вернул Джорджа в основной состав на матч предварительного раунда Кубка европейских чемпионов против финского клуба «ХИК». В этой игре Бест забил два мяча. Несмотря на большое количество талантливых футболистов в своём составе, в чемпионате команда продолжала играть нестабильно и не могла выиграть больше трёх матчей подряд. Уверенные победы чередовались с разгромами. Так, обыграв 9 октября будущего чемпиона «Ливерпуль» со счётом 2:0 (один из мячей забил Бест), «Юнайтед» в следующем туре проиграл «Тоттенхэму» со счётом 1:5.
В этом сезоне в составе другого клуба из Манчестера, «Манчестер Сити», дебютировал Майк Саммерби. Вскоре они с Бестом стали лучшими друзьями, проводя много времени в кофейнях, а затем и в ночных клубах. На тот момент Джордж был застенчивым юношей и не увлекался алкоголем, но ему уже нравилась ночная жизнь Манчестера и развлечения вне футбольного поля, что сближало его с Саммерби.
Нестабильные результаты команды в лиге заставили Мэтта Басби сконцентрироваться на кубковых турнирах: Кубке Англии и Кубке европейских чемпионов. В обоих турнирах «Юнайтед» дошёл до полуфиналов. В Кубке Англии особенно примечательным был матч 5 раунда против «Вулверхэмптона» на «Молинью», в котором «волки» уже к 10-й минуте вели со счётом 2:0, но «Юнайтед» смог отыграться и одержал победу со счётом 4:2 (дублем отметился Лоу, по голу забили Бест и Херд).
В четвертьфинале Кубка европейских чемпионов «Юнайтед» встретился с португальской «Бенфикой». «Бенфика» на тот момент была одной из сильнейших команд Европы, выиграв Кубок европейских чемпионов в 1961 и 1962 году и став финалистом этого турнира в 1963 и 1965 году. В первой игре на домашнем стадионе «Юнайтед» не без труда обыграл португальцев со счётом 3:2. Ответный матч должен был пройти 9 марта 1966 года на «Эштадиу да Луш» в Лиссабоне, где «Бенфика» ещё никогда в своей истории не проигрывала в рамках еврокубков. Перед началом игры на футбольном поле прошла церемония вручения «Золотого мяча» нападающему «Бенфики» Эйсебио. Начало матча было отложено, так как главный судья Кончетто Ло Белло застрял в пробке. Во время нервного ожидания команды в раздевалке Пэт Креранд напугал одноклубников, разбив зеркало, что считалось плохой приметой. Несмотря на установку Мэтта Басби играть «от обороны», Бест уже на 6-й минуте открыл счёт, забив ударом головой после подачи со штрафного Тони Данна. На 12-й минуте последовал и второй гол, когда Бест в одиночку прошёл трёх соперников и нанёс точный удар в нижний угол ворот португальцев. Бест вспоминал:
Перед выходом на поле босс сказал: «Не торопитесь, держите оборону первые 15 или 20 минут, а там увидим, как пойдёт». Он никогда так не говорил, никогда, и мы понятия не имели, как играть от обороны. Мы знали только как громить команды, что мы и сделали. Я дважды забил в первые 12 минут и — всё, по сути, игра была сделана. Это был один из тех дней, когда у тебя получается всё.
Матч закончился разгромом «Бенфики» со счётом 5:1. Позднее Чарльтон назвал игру Беста в этом матче его лучшим матчем в футболке «Манчестер Юнайтед», а Лоу добавил, что это также было лучшее командное выступление за всё время, которое он провёл в клубе.
На следующее утро после матча португальская газета A Bola вышла с заголовком: «Битл по фамилии Бест громит „Бенфику“». Местная пресса дала Джорджу прозвище «El Quinto Beatle» («Пятый Битл»), так как у Беста была «битловская» причёска. Перед возвращением в Манчестер, зная, что в аэропорту его будут ждать репортёры и фотографы, Джордж купил «самое большое сомбреро», которое смог найти. 10 марта все британские газеты вышли с фотографией Беста, выходящего из самолёта с сомбреро на голове. Именно в тот момент он стал настоящей знаменитостью. Его агент, Кен Стэнли, начал получать множество предложений о съёмке Джорджа в рекламе. Статьи о Бесте почти ежедневно появлялись во множестве газет — на тему моды, одежды, музыки и так далее. Он получал от поклонников более тысячи писем в неделю, и его агент нанял трёх девушек, чья единственная работа заключалась в ответах на многочисленные письма поклонников.
Через шесть дней после матча с «Бенфикой» Джордж открыл свой первый бутик Edwardia в Сейле, пригороде Манчестера. Затем было открыто ещё несколько бутиков в Манчестере. Джордж владел ими вместе со своим другом Майком Саммерби из «Манчестер Сити». Бест вспоминал, что эти бутики были для него одним из способов «цеплять» девушек.
На футбольном поле дела у команды Беста шли не так радужно. В чемпионате «Манчестер Юнайтед» выиграл только четыре матча из оставшихся двенадцати, и занял в итоге четвёртое место. У команды оставались шансы выиграть трофей в кубках. 26 марта в четвертьфинальном матче Кубка Англии против «Престон Норт Энд» Джордж получил травму суставного хряща колена (эта травма стала хронической и преследовала его на протяжении всей жизни). Следующие три матча он пропустил, залечивая травму, но 13 апреля команде предстоял важный полуфинальный матч Кубка европейских чемпионов против белградского «Партизана». Басби решил рискнуть и выпустил не до конца восстановившегося от травмы Джорджа на поле. Это решение не оправдалось: Бест был не в лучшей форме, команда проиграла со счётом 0:2, а травма колена только усугубилась. По возвращении домой Бесту была сделана операция на колене, и больше в этом сезоне он на поле не выходил. В ответной игре уже без Беста «Юнайтед» одержал победу со счётом 1:0, но по сумме двух встреч выбыл из розыгрыша Кубка европейских чемпионов, а через три дня после этого выбыл и из Кубка Англии, проиграв «Эвертону» в полуфинале с минимальным счётом.
После завершения клубного сезона Бест продолжал восстанавливаться после операции на колене, а Англия принимала чемпионат мира по футболу. Сборная Англии, в составе которой играли товарищи Джорджа по «Манчестер Юнайтед» — Бобби Чарльтон, Джон Коннелли и Нобби Стайлз — вышла в финал турнира. 30 июля англичане на «Уэмбли» сыграли против сборной Германии. Бест приехал на «Уэмбли» на своём новом белом седане Jaguar Mark 2, взяв с собой Марка Саммерби и Дэвида Сэдлера. Англичане стали чемпионами мира, Бобби Чарльтон получил «Золотой мяч», а Бест наслаждался жизнью вне футбольного поля.

#### Сезон 1966/67
Восстановившись от травмы колена, в сезоне 1966/67 Джордж вернулся к игре к началу чемпионата. В первых пяти турах «Юнайтед» одержал четыре победы, но затем последовали два поражения в чемпионате и разгром в Кубке Футбольной лиги от «Блэкпула». После этого Мэтт Басби решил обновить состав, включив в первую команду купленного в августе 1966 года у «Челси» вратаря Алекса Степни, который решил «вратарскую проблему», уже несколько лет стоявшую перед командой. Также после этой серии поражений Басби решил продать Коннелли, а Бест был переведён на правый фланг атаки. Место левого вингера занял Астон. Также регулярным игроком основного состава стал Сэдлер, давний приятель Беста ещё со времён молодёжной команды. Обновлённая команда Басби выиграла два следующих матча, а 1 октября проиграла «Ноттингему» со счётом 1:4, после чего команда оказалась на 8-м месте в турнирной таблице. Однако в восьми последующих матчах «Юнайтед» одержал семь побед и один раз сыграл вничью, что позволило команде возглавить турнирную таблицу. 10 декабря Бест забил два гола в матче с «Ливерпулем», который завершился вничью 2:2. К началу 1967 года команда подошла, опережая ближайшего преследователя, «Ливерпуль», на 2 очка. В оставшихся 18 матчах чемпионата сезона 1966/67 «Юнайтед» ни разу не проигрывал, несмотря на проблемы с травмами. 18 марта в домашней игре с «Лестером» Дэвид Херд, на счету которого было 16 мячей в лиге, сломал ногу. В апреле Бобби Нобл попал в автомобильную аварию, после которой он завершил карьеру в возрасте 21 года. Несмотря на эти проблемы и большое количество ничейных результатов, к маю команда подошла, возглавляя турнирную таблицу, и единственным близким преследователем был «Ноттингем Форест». Судьба чемпионства решилась 6 мая, когда «Манчестер Юнайтед» на «Болейн Граунд» сыграл с «Вест Хэм Юнайтед». «Вест Хэм» был сильной командой, два года назад выигравшей Кубок обладателей кубков; в их составе играли чемпионы мира Мур, Питерс и Херст. Тем не менее, ещё до исхода получаса игры, «Манчестер Юнайтед» забил в ворота соперника четыре мяча (усилиями Чарльтона, Креранда, Фоулкса и Беста). Во втором тайме ещё два гола забил Лоу, а «Вест Хэм» отыграл только один мяч. «Манчестер Юнайтед» стал чемпионом Англии, на четыре очка опередив «Ноттингем Форест» и «Тоттенхэм». Бест завершил сезон с 10 забитыми мячами.
Вне футбольного поля Бест продолжал вести активную светскую жизнь. Его любимым ночным клубом Манчестера в то время был Le Phonographe. Там он познакомился с моделью Джеки Гласс, работавшей помощницей французского кинорежиссёра; с ней у Джорджа начались первые «серьёзные» отношения. Кроме того, уже в то время Джордж начал выпивать. По воспоминаниям Саммерби, любимым напитком Беста была водка с лимонадом. На тот момент алкоголь ещё не стал проблемой для Джорджа, и футбол оставался для него на первом месте, однако большую часть вечеров и ночей (кроме вечеров перед матчами) Джордж проводил в клубах и других модных местах Манчестера. Также примерно в это время Бест открыл два своих ночных клуба в Манчестере: Oscar’s и Slack Alice’s.

#### Сезон 1967/68
Сезон 1967/68 стал пиком футбольной карьеры Джорджа Беста. Летом команда отправилась в предсезонное турне по США и Австралии. В него Мэтт Басби взял новичка Брайана Кидда, воспитанника академии клуба, который в дальнейшем сыграл большую роль в предстоящем сезоне. После возвращения из турне «Юнайтед» начал сезон 12 августа 1967 года матчем на Суперкубок Англии. Матч получился зрелищным и завершился со счётом 3:3. В чемпионате команда стартовала с поражения от «Эвертона», а затем выиграла только две из последующих шести игр. В августе Джордж Бест был лишён водительских прав и оштрафован на 10 фунтов за наезд на женщину, получившую перелом таза. Джордж забил свой первый гол в сезоне только 16 сентября в игре против «Шеффилд Уэнсдей». В следующей игре чемпионата он сделал «дубль» в ворота «Тоттенхэма». После поражения в первом туре до нового года команда проиграла только 2 матча и к январю 1968 года возглавляла турнирную таблицу с 5-очковым отрывом от идущего на 2-м месте «Ливерпуля». В январе «Тоттенхэм» выбил команду из Кубка Англии, но главным кубковым трофеем оставался Кубок европейских чемпионов, который Басби мечтал выиграть ещё с первой командой «малышей Басби», погибшей в мюнхенской авиакатастрофе. Бест вспоминал, что после неудачи в Кубке европейских чемпионов в 1966 году команда очень хотела завоевать этот трофей в 1968 году, осознавая, что это может быть «последний шанс» завоевать этот трофей для Басби, Чарльтона и Фоулкса, выживших в Мюнхене.
В первом раунде Кубка европейских чемпионов «Юнайтед» без особых проблем прошёл мальтийский клуб «Хибернианс». Во втором раунде команде досталось непростое противостояние с югославским клубом «Сараево». Первый матч в Югославии завершился без забитых мячей. В ответной игре счёт в матче открыл Астон, затем судья удалил игрока «Сараево» Фахрудина Прляцу за грубый фол на Джордже Бесте. Бест вскоре после этого забил второй гол «Юнайтед». За три минуты до конца югославская команда отыграла один мяч. Тем не менее, «Юнайтед» одержал победу со счётом 2:1 и прошёл в следующий раунд.
В четвертьфинале Кубка европейских чемпионов «Юнайтед» встретился с клубом «Гурник», чемпионом Польши. В первой игре подопечные Басби обыграли соперника со счётом 2:0 (первый гол был забит усилиями Беста, но его записали как автогол защитника поляков, второй гол забил Кидд). Ответная игра состоялась 13 марта 1968 года в польском городе Забже. Шёл снег, часть поля была покрыта льдом, и Басби даже попросил у судьи Кончетто Ло Белло перенести игру из-за плохих погодных условий, но получил отказ. Поляки выиграли этот матч со счётом 1:0, но по сумме двух игр в полуфинал вышли англичане. Для «Манчестер Юнайтед» это был четвёртый выход в полуфинал Кубка европейских чемпионов, но предыдущие три полуфинала команда Басби проиграла.
Игра «на два фронта» начала негативно сказываться на результатах команды в чемпионате. «Юнайтед» проиграл «Челси» через три дня после первой игры с «Гурником» (причём в этом матче Бест не реализовал пенальти), а через три дня после ответной игры с поляками подопечные Басби уступили «Ковентри Сити». После домашних поражений от «Манчестер Сити» (27 марта) и «Ливерпуля» (6 апреля) «Юнайтед» утратил лидерство в турнирной таблице. Все силы были брошены на европейский турнир, в полуфинале которого команде Басби противостоял «Реал Мадрид».
24 апреля 1968 года на «Олд Траффорд» прошёл первый полуфинальный матч против «Реала». Испанцы играли от обороны, «Юнайтед» доминировал на протяжении всей игры, создав множество голевых моментов, но забил только один мяч. Его автором стал Бест на 36-й минуте. Игру судил советский арбитр Тофик Бахрамов, заявивший, что это был «один из самых приятных матчей» в его судейской карьере, и отдельно похваливший «главного джентльмена на поле» Бобби Чарльтона.
Перед ответной встречей с «Реалом» «Юнайтед» должен был сыграть три заключительных матча чемпионата. Первый из них «Юнайтед» проиграл «Вест Бромвичу» со счётом 3:6. Второй, против «Ньюкасла», команда выиграла со счётом 6:0 — в этой игре Бест сделал хет-трик (это был первый хет-трик в профессиональной карьере Беста). И, наконец, в последнем туре «Юнайтед» встретился с «Сандерлендом». Перед этой игрой у «Манчестер Юнайтед» и у «Манчестер Сити» было одинаковое количество очков — 56. Матч против «Сандерленда» «Юнайтед» проиграл со счётом 1:2, тогда как «Сити» одержал победу над «Ньюкаслом» со счётом 4:3 и выиграл чемпионский титул.
Через четыре дня после последнего матча в чемпионате «Юнайтед» отправился в Мадрид на ответный матч против «Реала». В отличие от матча в Манчестере, на своём поле испанцы пошли в атаку с первых минут. В первом тайме игроки «Реала» забили 4 гола, однако один из них — в свои ворота. После первого тайма «Реал» выигрывал со счётом 3:1 (или 3:2 по сумме двух матчей). В перерыве Басби сменил тактику со схемы 5-3-2 на 4-3-3, передвинув Сэдлера из центра обороны в нападение к Бесту и Кидду. Расчёт Басби оправдался: на 75-й минуте Сэдлер забил гол, сравняв счёт по сумме двух матчей. А через три минуты Бест прошёл по правому флангу, обыграл двух защитников и сделал пас в центр на подключившегося к атаке защитника «Юнайтед» Билла Фоулкса. Фоулкс мощным ударом послал мяч в угол ворот «Реала». Игра завершилась со счётом 3:3, а по сумме двух матчей в финал вышел «Манчестер Юнайтед».
Финал состоялся 29 мая 1968 года на стадионе «Уэмбли» в Лондоне. Первый гол в матче на 53-й минуте забил Бобби Чарльтон, но португалец Жайме Граса сравнял счёт на 75-й минуте. Основное время завершилось со счётом 1:1 и игра перешла в овертайм. После этого футболистам «Юнайтед» удалось решить исход матча в течение 10 минут. Уже на 2-й минуте овертайма Степни выбил мяч, Кидд скинул его головой на Беста, а североирландец прокинул мяч между ног защитнику португальцев, затем обвёл вратаря и отправил мяч в уже пустые ворота. Спустя минуту ещё один гол забил Брайан Кидд, которому в этот день исполнилось 19 лет. А на 99-й минуте Чарльтон забил 4-й гол своей команды. Игра завершилась победой «Юнайтед» со счётом 4:1. «Манчестер Юнайтед» стал первым английским клубом, взявшим Кубок европейских чемпионов. После прошла церемония награждения, а затем и празднование в лондонском отеле Russel, но Бест признался, что он так напился, что «не помнит абсолютно ничего», что произошло после матча. Именно в этот триумфальный день, как он вспоминал позднее, появились первые признаки негативного влияния алкоголя на его жизнь.
Джордж Бест завершил сезон в качестве лучшего бомбардира «Манчестер Юнайтед», забив 32 мяча (из них — 28 в чемпионате, также став лучшим бомбардиром Первого дивизиона наряду с Роном Дейвисом). Он стал рекордсменом клуба по количеству голов в сезоне, забитых полузащитником (рекорд продержался ровно 40 лет и был побит другим полузащитником «Манчестер Юнайтед» Криштиану Роналду). По итогам сезона Бест получил «Золотой мяч» (став самым юным обладателем этой награды в истории) и звание лучшего игрока года по версии футбольных журналистов Англии.

#### Сезон 1968/69
После победы в Кубке европейских чемпионов и получения «Золотого мяча» 22-летний Бест превратился в успешный коммерческий бренд. Он снимался в рекламе, показах модной одежды, участвовал в различных светских мероприятиях. Его средний недельный доход в 1968 году превышал 2000 фунтов (тогда как средняя зарплата футболиста в то время составляла 23 фунта). Он вспоминал:
Я зарабатывал большие деньги, но не знал, что с ними делать. Я помог маме и папе купить магазин «фиш энд чипс», это было достаточно рационально, но при этом я менял автомобили каждые пару месяцев. У меня слабость к «Ягуарам», и в 1968-м я купил две или три машины — всегда белого цвета.
Лето 1968 года Бест провёл на Мальорке. Он отдыхал на этом острове каждое лето начиная с 1965 года с компанией друзей. В августе начался новый сезон. Выиграв Кубок европейских чемпионов в предыдущем сезоне, Басби достиг той цели, к которой так долго стремился, но команде не хватало свежих идей и новых игроков. Клубная академия уже не выпускала таких талантов, какими были знаменитые «малыши Басби», а действующие игроки не становились моложе. За четыре предыдущие сезона Басби приобрёл только одного игрока (Степни в 1966 году). Перед началом сезона 1968/69 Басби купил только одного игрока, и не защитника, как ожидалось, а вингера. Им стал шотландец Вилли Морган из «Бернли». Бест не был впечатлён этим трансфером, считая, что это игрок «не уровня» «Юнайтед». В первой игре чемпионата команда Басби обыграла «Эвертон» благодаря голам Беста и Чарльтона, но в последующих восьми матчах одержала только две победы. К концу ноября «Юнайтед» находился в нижней половине турнирной таблицы чемпионата.
В сентябре и октябре «Юнайтед» сыграл два матча против аргентинского клуба «Эстудиантес», обладателя Кубка Либертадорес, в рамках Межконтинентального кубка. Те игры получились очень жёсткими. В первой игре был удалён Нобби Стайлз, которого весь матч провоцировали соперники. В ответном матче судья удалил Беста за драку с аргентинским игроком. По сумме двух игр победу одержал аргентинский клуб.
Бест тяжело переживал поражения. Он привык к победам, но после нескольких успешных сезонов, по его мнению, команда «расслабилась». Тем не менее, несмотря неудачи в чемпионате, Бест надеялся на то, что «Юнайтед» сможет защитить свой титул в Кубке европейских чемпионов. Однако сделать этого не удалось. В полуфинале английский клуб встретился с итальянским «Миланом», придерживавшимся тактики «катеначчо». На своём поле итальянцы одержали победу со счётом 2:0, а в Англии «Юнайтед» смог выиграть только с минимальным счётом. Судейство в обоих матчах подверглось жёсткой критике: так, в первом матче Сормани забил свой гол после игры рукой, что не было замечено арбитром; автор второго гола итальянцев, швед Хамрин после лёгкого контакта с Фицпатриком рухнул на газон с криком, после чего Фицпатрик был удалён. В ответной игре, после того, как Чарльтон забил первый гол, Лоу нанёс удар по воротам итальянцев, и мяч «на два фута» пересёк линию ворот, но ни судья, ни лайнсмен взятия ворот не засчитали. Бест был убеждён, что «Юнайтед» заслужил играть в финале, но судьи «украли» результат у его команды.
Бест стал лучшим бомбардиром «Юнайтед» в чемпионате с 19 голами (всего он забил 22 мяча во всех турнирах), однако результат команды был разочаровывающим: только 11-е место. Джордж считал такой итог сезона «катастрофой» и всё чаще боролся с «разочарованием» в барах при помощи алкоголя.

#### Сезон 1969/70
Ещё в январе 1969 года Мэтт Басби (получивший титул сэра годом ранее) объявил, что летом уйдёт с поста главного тренера клуба и завершит тренерскую карьеру. В апреле совет директоров клуба определился с преемником: им стал 31-летний Уилф Макгиннесс, бывший игрок «Юнайтед», работавший на тот момент тренером резервной команды. Решение о его назначении многие игроки восприняли скептически, считая, что Макгиннесс слишком молод, неопытен и не обладает достаточным авторитетом. Первый сезон без Басби начался катастрофически: команда не одержала ни одной победы в первых шести матчах, причём в четырёх из них даже не смогла забить. Затем на помощь молодому тренеру пришёл Бест, забивший 13 голов в 14 матчах с конца августа по середину октября. Команда поднялась на 8-е место в турнирной таблице, но это был её максимум. Опытные игроки Басби один за другим завершали карьеру, а новички не оправдывали надежд.
В домашних кубковых турнирах команда выступала удачнее, дойдя до полуфиналов Кубка Англии и Кубка Футбольной лиги. В первом полуфинальном матче Кубка лиги против «Манчестер Сити» на «Мейн Роуд» Бест был предупреждён за споры с судьёй, а после финального свистка, раздосадованный поражением, выбил мяч из рук судьи. Этот эпизод попал в объективы камер, и пресса устроила из него целый медиаскандал. После этого Футбольная ассоциация Англии дисквалифицировала Беста на четыре недели. Его первой игрой после возвращения стал выездной матч Кубка Англии против «Нортгемптон Таун» 7 февраля 1970 года. В этой игре Джордж продемонстрировал свой выдающийся класс, включая дриблинг, финты и эффектные сольные проходы, забив шесть мячей в ворота соперника, что является клубным рекордом (ещё одним игроком «Юнайтед», забивавшим шесть мячей в матче, был Гарольд Халс в 1911 году). После этой игры Бест получил приглашение на официальный приём на Даунинг-стрит, 10 от премьер-министра Великобритании Гарольда Уилсона, который был поклонником игры североирландца и даже писал ему «фанатские» письма.
В полуфинале Кубка Англии «Юнайтед» встретился с «Лидсом». Первый матч завершился вничью, была назначена переигровка на стадионе «Вилла Парк» в Бирмингеме. Накануне матча в бирмингемском отеле, где остановилась команда, Бест познакомился с девушкой, также остановившейся в этом отеле, и поднялся с ней в её номер. Строгий блюститель дисциплины, Уилф Макгиннесс «ворвался в номер» и устроил «настоящий скандал». Он хотел отстранить Джорджа от предстоящего матча, но Мэтт Басби, оставшийся в совете директоров клуба и обладавший значительно большим авторитетом, убедил оставить Беста в составе. Джордж сыграл в том матче, однако из-за обрушившейся на него критики сыграл плохо. Даже игрок «Лидса» Джонни Джайлз обвинил его в «непрофессионализме» перед игрой. В концовке игры Бест мог забить и выиграть матч для своей команды, выйдя один на один с вратарём, но совершил нехарактерную для себя техническую ошибку, наступив на мяч и упав перед воротами соперника.
В чемпионате команда завершила сезон на 8-м месте, а Бест вновь стал лучшим её бомбардиром с 23 мячами во всех турнирах.
Что касается внефутбольной жизни Беста, в 1969 году он познакомился с датчанкой Эвой Харалстед. Вскоре он публично объявил о помолвке с ней, но через несколько месяцев передумал. Девушка подала на него в суд за «нарушение обещания». Бест выплатил ей 500 фунтов в рамках досудебного урегулирования конфликта. В это же время Бест открыл свой второй бутик в Манчестере, который назывался George Best Rogue. Также в 1969 году Бест впервые публично признался, что у него проблемы с алкоголем. В интервью таблоиду Daily Sketch он заявил:

Я плохо играю в последние пару месяцев в основном из-за ночных вечеринок и выпивки. Поначалу я не думал об этом. Я просто знал, что всё и все вокруг меня достали. И поэтому каждую ночь я выбирался в клуб или в бар и напивался.— Джордж Бест

#### Сезон 1970/71
Сезон 1970/71 начался с поражения от «Лидса» со счётом 0:1. За этим последовала ничья с «Челси» (0:0) и разгром от «Арсенала» (0:4). После последнего календарного матча 1970 года против «Дерби Каунти» (тренировку перед которым Бест пропустил, за что был оштрафован клубом на 50 фунтов) «Юнайтед» занимал 18-ю строчку в чемпионате, выиграв только пять из 23-х матчей в лиге. Авторитетные игроки вроде Чарльтона и Лоу открыто высказывали недовольство главным тренером. 29 декабря 1970 года Уилф Макгиннесс был отправлен в отставку, а исполняющим обязанности главного тренера до окончания сезона стал Басби. Но даже после возвращения Басби на тренерский мостик Джордж продолжал эксцентричные выходки. 4 января 1971 года Бест был вызван на слушания дисциплинарной комиссии Футбольной ассоциации Англии, так как он получил три жёлтые карточки в сезоне, причём последнюю из них — за подкат против игрока «Манчестер Сити» Глина Пардо, получившего двойной перелом правой ноги. На слушаниях Бест должен был присутствовать с Мэттом Басби, но североирландец опоздал на 90 минут. Когда Джордж всё-таки появился перед комиссией, он объяснил своё опоздание тем, что «плохо себя чувствовал» из-за похмелья. Ему присудили рекордный штраф в размере 250 фунтов и назначили условную шестинедельную дисквалификацию. Уже через пять дней после этого, 9 января, Бест не приехал в Лондон на матч «Манчестер Юнайтед» против «Челси», вместо этого решив провести уикенд с актрисой Шинейд Кьюсак:
Матчи против «Челси» я любил больше любых других. Хороший клуб, хорошие игроки, но тогда это меня совсем не интересовало... Это было чистое безумие. Я, один из самых известных футболистов мира, просто взял и решил не играть в важном матче и вместо этого пойти на свидание. Я затрудняюсь объяснить, в каком душевном состоянии я был, чтобы сделать это.
Бест провёл выходные в квартире Кьюсак в Ислингтоне, причём это событие в прямом эфире освещала британская пресса и телевидение, назвав это «уединением пары в любовном гнёздышке». Басби отстранил Беста от тренировок и матчей на две недели без выплаты зарплаты. В прессе, до этого превозносившей Беста, вышли резко критические статьи, в которых североирландец обвинялся в неуважении к клубу и болельщикам и в том, что он наносит вред «репутации футбола» в целом.
В своём первом матче после отбытия дисциплинарного наказания (против «Тоттенхэма» 6 февраля) Бест забил один из своих самых эффектных голов. После навеса в штрафную вратарь «Тоттенхэма» Дженнингс выбил мяч кулаком — прямо на ногу Джорджа Беста. Между Бестом и воротами находились вратарь и четыре игрока «Тоттенхэма», но североирландец, одним касанием обработав мяч, ударом «черпаком» послал его «за шиворот» Дженнингсу и защитникам «шпор», стоящим на линии ворот.
Несмотря на проблемы с дисциплиной, Бест завершил сезон в качестве лучшего бомбардира «Юнайтед», забив 18 мячей в чемпионате и 21 — во всех турнирах и сыграв в 40 матчах чемпионата из 42-х. Команда завершила сезон на 8-м месте. Бест просил Басби сделать его капитаном «Манчестер Юнайтед», но Басби отказался, посчитав Джорджа недостаточно ответственным для этой роли.
В 1970 году Джордж переехал из дома миссис Фуллауэй, в котором он жил на протяжении девяти лет с момента своего первого визита в Манчестер с Эриком Макморди, в собственный особняк стоимостью 35 тысяч фунтов, оборудованный ультрасовременным оборудованием. Однако уже в январе 1972 года он вернулся в дом миссис Фуллауэй, а дом продал.

#### Сезон 1971/72
Перед началом сезона 1971/72 клуб активно вёл поиски нового главного тренера. Велись переговоры с тренером «Селтика» Джоком Стейном, однако они сорвались. В июне 1971 года новым главным тренером «Юнайтед» был назначен Фрэнк О’Фаррелл, бывший главным тренером «Лестер Сити». Бест позднее признался, что О’Фаррелл был слишком «тихим» и «скромным» для команды уровня «Манчестер Юнайтед». Сезон начался удачно: в первых четырёх играх команда одержала четыре победы, хотя во втором матче сезона (против «Челси») Бест был удалён «за нарушение правил» и «использование бранной лексики» (однако Футбольная ассоциация сняла дисквалификацию с Беста, так как тот заявил, что использовал бранную лексику не в адрес судьи, а в адрес своего одноклубника Вилли Моргана, с которым Бест никогда не ладил). В октябре 1971 года «Юнайтед» впервые за три года занимал первую строчку турнирной таблицы. Бест также был в форме, регулярно забивая голы, в том числе гол после сольного прохода в ворота «Шеффилд Юнайтед» 2 октября, «дубль» в ворота «Вест Бромвича» 23 августа и хет-трики против «Вест Хэм Юнайтед» 18 сентября и «Саутгемптона» 27 ноября.
В начале декабря «Юнайтед» возглавлял турнирную таблицу чемпионата с 5-очковым отрывом от ближайших преследователей. Но в декабре команда трижды подряд сыграла вничью, а 1 января 1972 года началась серия из семи поражений подряд в чемпионате. Ещё раньше начались проблемы у самого Беста. Перед матчем с «Ньюкаслом» 23 октября он получил угрозы убийства от ИРА, которые были восприняты всерьёз на фоне Смуты в Ольстере. По слухам, Бест пожертвовал 3000 фунтов Демократической юнионистской партии Иана Пейсли (сам Бест и его семья отрицали эти слухи). Дом Беста был взят под охрану, а Джорджа сопровождали два агента Особой службы Великобритании, запретившие ему приближаться к окнам отеля, где команда остановилась перед игрой с «Ньюкаслом». На самом матче среди зрителей расположились сорок полицейских, а встревоженный Бест старался никогда «не стоять на месте» и постоянно двигаться. В этой игре он забил единственный гол. После матча команду сопроводил кортеж из полицейских автомобилей. Вся эта история держала Беста в постоянном стрессе, и он начал много пить. В начале января 1971 года он неделю отсутствовал на тренировках, проводя время с «Мисс Великобритания 1971» Кэролин Мур.
Сезон команда в третий раз подряд завершила на восьмом месте, а Бест в третий раз подряд стал лучшим её бомбардиром, забив 26 мячей. Тем не менее, он признался, что «теряет энтузиазм» и перестал получать удовольствие от футбола, так как «Юнайтед» часто проигрывал тем командам, которых ещё несколько лет назад Бест привык «громить» с крупным счётом. После матча он направлялся в бар Brown Bull или Phyllis’s и напивался до беспамятства.

#### Сезон 1972/73
20 мая 1972 года в отеле Марбельи находящийся в отпуске Бест объявил журналистам о том, что завершает карьеру. В «эксклюзивном» интервью Sunday Mirror, за которой он получил 4000 фунтов, Бест заявил: «Я больше не футболист. Это конец». Он признался, что хочет «отдохнуть, написать автобиографию и стать дизайнером одежды». Однако уже через две недели Бест передумал, после чего вернулся к тренировкам с командой в рамках подготовки к предстоящему сезону.
Сезон 1972/73 стал для «Юнайтед» настоящей катастрофой. Команда не могла выиграть в девяти стартовых матчах чемпионата. Примерно в это же время начался конфликт между Бестом и Чарльтоном, который на правах капитана высказывал Джорджу обоснованные претензии по поводу его дисциплины и обвинил в непрофессионализме. 18 сентября Бест не явился на матч в честь Бобби Чарльтона, вместо этого проведя вечер в пабе Brown Bull. В ноябре Джордж был дважды оштрафован клубом за пропуск тренировок, дисквалифицирован на три матча национальных сборных за удар ногой футболиста сборной Болгарии, а также обвинён в причинении телесных повреждений девушке в ночном клубе. На фоне всех этих неприятностей он купил себе белый Rolls-Royce за 11 тысяч фунтов (менее чем через два месяца он продал его, так как вандалы сильно повредили автомобиль). 5 декабря клуб отстранил Беста от тренировок и выставил на трансфер с суммой выкупа в размере 300 тысяч фунтов.
Результаты «Манчестер Юнайтед» также были очень плохими: к середине декабря команда занимала предпоследнее, 21-е место, в турнирной таблице Первого дивизиона. 19 декабря О’Фаррелл был отправлен в отставку, а главным тренером был назначен Томми Дохерти. Бест, отстранённый от тренировок и уставший от критики и судебных разбирательств, отправился отдохнуть в Канаду и США. Там ему предложили поиграть за «Нью-Йорк Космос» в Североамериканской футбольной лиге, однако до официального предложения дело не дошло. В середине февраля 1972 года Бест вернулся в Манчестер и продал все принадлежавшие ему бутики. После этого он «отрастил бороду, начал пить и жалеть себя». В этом сезоне он выступал только четыре месяца (с 12 августа по 25 ноября 1972 года), сыграв 23 матча и забив 6 мячей. В отсутствие Беста «Манчестер Юнайтед» под руководством Дохерти несколько улучшил свои показатели и завершил сезон на 18-м месте, избежав вылета во Второй дивизион.
Летом 1972 года произошло ещё одно событие, сильно напугавшее Беста и его близких. Сидя в баре на курорте Марбельи, Джордж заметил, что его нога онемела и опухла. Местный доктор прописал ему «пилюли и болеутоляющий спрей», пообещав, что «всё пройдет в течение двух дней». Однако состояние Беста быстро ухудшалось: нога сильно раздулась, он не мог на неё наступать. Джордж позвонил своему врачу в Манчестере, и тот посоветовал срочно лететь к нему на консультацию. Бест вспоминал:
Я купил билет на чартерный рейс, битком набитый туристами, а я был в агонии. Боль была неописуемая, я действительно думал, что умираю. С меня ручьями тёк пот, а нога, казалось, увеличивалась в размерах каждую секунду. Ботинок я держал в руках, так как на ногу он не налезал. Представьте картину: я сжимал зубы и молился, а половина самолёта выстроилась в очередь за автографом или хотела сфотографироваться со мной. Но как-то я это пережил. В аэропорту меня встретил Джефф, мой доктор. Увидев меня, он сказал: «Снимай брюки». Следующими его словами были: «Ох, мать твою!» Он сразу же повёз меня в больницу. В моей ноге образовался тромб и, к счастью для меня, он спустился вниз, в голень. Если бы он поднялся выше, я бы умер.
Первым человеком, навестившим Беста в больнице, был Мэтт Басби. Он спросил Джорджа: «Не пора ли тебе вернуться к игре?»

#### Последний сезон в «Манчестер Юнайтед»
Перед началом сезона 1973/74 «Манчестер Юнайтед» покинули Бобби Чарльтон, Денис Лоу и Тони Данн. Дохерти решил дать последний шанс Бесту и пригласил его вернуться в команду «из изгнания». Бест согласился:
Я был в подвешенном состоянии. Я понятия не имел, чем мне заниматься в жизни, совсем, и когда «Юнайтед» предложил мне вернуться, это пришлось мне по душе. После небольшого периода хождения «вокруг да около», где посредником был Пэдди, я встретился с «Доком» и мы решили попробовать снова. Проблема была в том, что я не был физически готов. У меня был избыточный вес, причём немалый, так как большую часть года я бухал, и мой тромбоз тоже сказывался. Я сказал, что мне понадобится время — два или три месяца — чтобы прийти в форму, и что я не хочу торопиться с возвращением. Я буду упорно работать, утром и днём, играть за резервистов, а там посмотрим, что получится. «Док» согласился, и я подумал, что с таким хорошим мотиватором как он, а также с моим старым приятелем Пэдди Крерандом, может получиться что-то хорошее.
10 сентября 1973 года Бест вернулся к тренировкам. Утром он тренировался с основным составом, а днём — под руководством Креранда и тренера резервистов Билла Фоулкса. Он сыграл в товарищеском матче в честь Эйсебио в Лиссабоне и ещё в одной товарищеской игре против «Шемрок Роверс». Бест не хотел торопиться с возвращением к игре в основном составе, но к середине октября «Манчестер Юнайтед» занимал 19-ю строчку в чемпионате, набрав всего лишь 8 очков, и Дохерти настоял на том, что Бесту пора играть. Первая игра Джорджа после возвращения прошла 20 октября 1973 года, это был домашний матч против «Саутгемптона», в котором единственный гол забил вратарь «Юнайтед» Алекс Степни, пробивший пенальти. Трибуны «Олд Траффорд» встретили возвращение Беста с воодушевлением, но он сам был недоволен своей физической формой. Однако постепенно он набирал форму, забив свой первый гол в сезоне в игре против «Тоттенхэма» 10 ноября.
В своей четвёртой игре я забил в ворота «шпор». Сразу после этого я почувствовал уверенность. Я начал снова проходить соперников на дриблинге. Я вновь забил против «Ковентри» 15 декабря и думал, что становлюсь лучше с каждой игрой.
Гол Беста против «Ковентри Сити» 15 декабря 1973 года стал его последним голом за «Юнайтед». А 1 января 1974 года Джордж провёл свой последний матч в футболке «Манчестер Юнайтед». Это была игра, в которой подопечные Дохерти проиграли «Куинз Парк Рейнджерс» на «Лофтус Роуд» со счётом 3:0, опустившись на 20-е место в турнирной таблице. Дальнейшие события Джордж объясняет «разочарованием» от плохих результатов команды и новогодними празднествами. 3 января он не явился на утреннюю тренировку команды, так как прошлую ночь провёл на вечеринке с друзьями. 4 января он тренировался с командой, как обычно, а 5 января, перед началом матча против «Плимут Аргайл» в Кубке Англии Дохерти объявил Бесту, что он не играет из-за пропуска тренировки. Разгневанный Джордж заявил, что если не сыграет в этом матче, он больше никогда не сыграет за «Манчестер Юнайтед». Однако по сравнению с прежними тренерами, которые закрывали глаза на выходки Беста из-за его статуса, Дохерти был непреклонен. Оставшись в одиночестве в раздевалке, когда команда вышла играть на поле, Бест, по его признанию, заплакал. «Я понимал, что я больше не вернусь, и уже не вернулся».
Томми Дохерти отрицает эту версию событий и заявляет, что собирался выпустить Беста против «Плимута», но тот явился на стадион не за пару часов до игры, как вся команда, а перед самим матчем, причём он был пьян и зашёл в раздевалку вместе с какой-то девушкой, в руке которой был алкогольный напиток. После этого Дохерти сказал Джорджу, что он не играет, и попросил вернуться на тренировку в понедельник. Единственным свидетелем этого инцидента был Пэт Креранд. Он поддерживает версию Беста и считает объяснение Дохерти «полным бредом».
Так или иначе, Бест больше не играл за «Манчестер Юнайтед». Его контракт с клубом был аннулирован в июне 1974 года. «Юнайтед», уже без Беста в качестве действующего игрока, завершил сезон 1973/74 на 21-м месте и выбыл во Второй дивизион, где не играл с 1938 года.
Всего с 1963 по 1974 год Джордж Бест провёл 470 официальных матчей за «Манчестер Юнайтед», в которых забил 179 голов (в том числе три хет-трика и один «двойной» хет-трик). Он был лучшим бомбардиром клуба в пяти сезонах подряд (c 1968 по 1972 год).

### Карьера после ухода из «Манчестер Юнайтед» (1974—1984)
В январе 1974 года Бест, заявивший о своём уходе из «Манчестер Юнайтед», решил отвлечься от футбола. Он проводил время в своём ночном клубе Slack Alice’s, в котором были аншлаги из-за присутствия Беста внутри. Там же Джордж познакомился с мисс мира 1973 года Марджори Уоллес. 21 февраля 1974 года Беста арестовали в баре его же клуба Slack Alice’s и конвоировали в Лондон, где он предстал перед судом по обвинению в краже меховой шубы, паспорта, чековой книжки и драгоценностей у Марджори Уоллес. Бест отрицал все обвинения. Его отпустили под залог в размере 6000 фунтов. В апреле обвинения с Беста были сняты, и он рассказал газете Sunday People свою версию событий, получив за это 12 тысяч фунтов.
Семья Беста также столкнулась с проблемами в этот период. У матери Джорджа, Энн, появились проблемы с алкоголем, его сестра, Барбара, получила пулевое ранение в ногу после возвращения с дискотеки в Белфасте, а 17-летний кузен Беста случайно оказался в центре перестрелки и был убит пулей ИРА. Дики Бест был вынужден продать ресторан «фиш энд чипс», который купил Джордж, так как не мог им управлять в одиночку, а его супруга была недееспособна из-за развивающегося алкоголизма. Джордж отвлекался от негативных новостей и собственной профессиональной неустроенности не только при помощи алкоголя. Кроме привычных пабов, баров и ночных клубов, Беста всё чаще видели в казино. Джордж считает, что после ухода из «Юнайтед» ему не хватало «азарта», и он тратил большие суммы на участие в азартных играх. На это уходило много денег, что заставило Беста стать, по его выражению, «футбольным наёмником».
В мае 1974 года Джордж отправился в ЮАР, где ему предложили поиграть за клуб «Джуиш Гилд». Бест подписал с клубом двухмесячный контракт, за который ему заплатили 11 тысяч фунтов. Он провёл за эту команду 5 матчей и забил 1 гол, собирая тысячи зрителей на матчи со своим участием. В августе того же года он провёл несколько игр за «Данстабл Таун» в Южной лиге. Он сыграл за «Данстабл» в товарищеском матче против резервной команды «Манчестер Юнайтед», в которой «Данстабл» одержал победу со счётом 3:2. На следующий матч своей команды он передвигался с полицейским эскортом.
В 1975 году Бест провёл несколько игр за «Стокпорт Каунти», выступавший в Четвёртом дивизионе. На матчи с его участием собирались полные стадионы. В том же году он вёл переговоры с «Челси» о возможном переходе. Руководство лондонского клуба, зная о проблемах Беста с дисциплиной, предложило ему контракт с оплатой за фактически сыгранные матчи, но когда Джордж потребовал 1000 фунтов за игру, переговоры сорвались.
В декабре 1975 года Бест вёл переговоры с рядом клубов Североамериканской футбольной лиги, включая «Лос-Анджелес Ацтекс» и «Нью-Йорк Космос». Председатель «Лос-Анджелес Ацтекс» сказал Бесту, что клуб нуждается в «звезде первой величины», чтобы соперничать с «Нью-Йорк Космос», контракт с которым уже подписал легендарный Пеле. После этого Джордж подписал контракт с клубом с Западного побережья. Однако сезон в США начинался в феврале, и у Беста ещё была пара свободных месяцев. В этот период он сыграл несколько матчей за ирландский клуб «Корк Селтик», получая по 600 фунтов за каждую игру. Вернувшись в США, Бест поселился в курортном городе Хермоса-Бич в округе Лос-Анджелес. Там же он познакомился со своей будущей женой Энджи. Тёплый климат, пляжи и новая обстановка пошли Джорджу на пользу, он с удовольствием тренировался и набирал форму. В сезоне 1976 года Бест провёл за «ацтеков» 24 матча и забил 15 мячей.
В августе 1976 года, когда сезон в США был уже завершён, контракт Бесту предложил лондонский «Фулхэм», выступавший во Втором дивизионе. Бест согласился вернуться в Англию. За «Фулхэм» тогда выступал легендарный Бобби Мур, а также старый приятель Беста Родни Марш, который, как и Джордж, принял предложение лондонского клуба на период футбольного межсезонья в США (Марш выступал за «Тампа-Бэй Раудис»). По контракту Бест получил 10 тысяч фунтов сразу, его недельная зарплата составила 500 фунтов, также он получил бесплатное жильё и автомобиль. 4 сентября Джордж сыграл свой первый матч за «Фулхэм». Всего в сезоне 1976/77 он провёл за «дачников» 32 матча и забил 6 мячей. Многим запомнился эпизод в матче Кубка Англии против «Херефорд Юнайтед», когда Бест, продемонстрировав великолепный контроль мяча, дважды обыграл своего партнёра по команде и старого собутыльника Родни Марша, не давая тому завладеть мячом. Болельщики «Фулхэма» признали Беста лучшим игроком сезона.
В середине мая 1977 года Бест вернулся в «Лос-Анджелес Ацтекс», где провёл свой второй сезон. Тогда же он купил местный бар, который назывался Hard Times, и переименовал его в Bestie’s. Свободное от тренировок и игр время он проводил в этом баре. В 1977 году Бест провёл за «ацтеков» 25 матчей и забил 13 мячей.
В сентябре 1977 года Бест вернулся в «Фулхэм», но на этот раз сыграл за клуб только 10 матчей. В 1978 году провёл за «Лос-Анджелес Ацтекс» свой третий и последний сезон. В этот период Джордж часто уходил в запои, что провоцировало регулярные скандалы с руководством клуба и с Энджи, на которой Бест женился в январе 1978 года. В июне 1978 года он заявил руководству клуба, что больше не хочет играть за «Ацтекс». После этого он был продан в другой североамериканский клуб, «Форт-Лодердейл Страйкерс», в котором играло много возрастных игроков из Футбольной лиги Англии. В своём дебютном матче за «Страйкерс» против чемпиона, «Нью-Йорк Космос», Бест забил два мяча и помог своей новой команде одержать победу со счётом 5:3. Всего в 1978 году он провёл за клуб 14 матчей и забил 5 мячей. В сентябре того же года американский клуб «Детройт Экспресс» отправился в европейский тур, взяв с собой Беста. Джордж сыграл за «Детройт» два матча в Австрии.
В 1979 году Бест провёл свой второй и последний сезон в «Форт-Лодердейл Страйкерс». 16 ноября 1979 года Джордж подписал выгодный контракт с шотландским клубом «Хиберниан». Бест предупредил руководство команды, что его физическая форма далека от оптимальной, но ему предложили «не волноваться об этом». Тогда Бест имел значительный лишний вес, что хорошо видно на фотографиях того периода. По мнению Джорджа, целью его подписания были не результаты команды, а повышение домашней посещаемости матчей шотландского клуба. 17 февраля 1980 года Бест был отчислен из команды, так как был не в состоянии сыграть за «Хиберниан» в матче Кубка Шотландии против «Эйр Юнайтед», поскольку накануне напился с игроками сборной Франции по регби, которые «заливали горе» после поражения от Шотландии со счётом 14:22. Бест провёл за «Хибс» 16 матчей и забил 3 мяча в сезоне 1979/80 (в сезоне 1980/81 он вернулся в клуб, но сыграл за него только 4 матча).
По окончании европейского сезона Бест вернулся в США. 13 апреля 1980 года Джордж подписал контракт с калифорнийским клубом «Сан-Хосе Эртквейкс». Он регулярно пропускал тренировки, много пил, имел лишний вес. Несмотря на это, периодически он демонстрировал хорошую игру и забивал мячи. В 1980 году он забил 8 мячей в 26 играх за «Эртквейкс».
6 февраля 1981 года у Джорджа и Энджи родился сын, которого назвали Калумом. Бест после этого заявил, что это «величайший момент» в его жизни. Но уже через две недели его арестовали за вождение в пьяном виде, а ещё через неделю он обратился за помощью в госпиталь «Веспер», который специализировался на лечении алкогольных и наркотических зависимостей. Его лечение оплатил клуб «Сан-Хосе Эртквейкс». Лечение на какое-то время принесло результат: в 1981 году он провёл хороший сезон в «Эртквейкс», забив 13 мячей в 30 матчах. В их числе был гол, который называют «лучшим голом в истории Североамериканской футбольной лиги». Произошло это 22 июля 1981 года в игре против бывшей команды Беста, «Форт-Лодердейл Страйкерс». Бест вошёл в штрафную, где обыграл нескольких человек, демонстрируя отличный контроль мяча и дриблинг, после чего забил мяч.
Летом 1982 года, когда Бест был в Англии, у него начался роман с «мисс мира 1977» Мари Стевин (это активно освещала британская пресса). Джордж ещё состоял в браке с Энджи, но к тому моменту они прекратили все отношения. Затем он работал в Испании комментатором проходящего там чемпионата мира на канале ITV. Осенью Бест получил уведомление налоговой службы Великобритании о задолженности по налогам, возникшей в период его выступлений за «Фулхэм», в размере 17 996 фунтов. У него не было таких денег, и 5 ноября 1982 года Джордж Бест был признан банкротом.
В футбольном плане в 1982 году Бест по специальному приглашению сыграл в трёх матчах за две гонконгские команды первого дивизиона. По утверждению Беста, на контакт с ним выходил главный тренер «Манчестер Юнайтед» Рон Аткинсон, предложивший ему вернуться в команду, однако Джордж отказался: «Я решил, что пусть лучше болельщики запомнят меня, каким я был в 1968 году, когда мы выиграли всё».
В марте 1983 года Бест перешёл в английский клуб Третьего дивизиона «Борнмут». Джордж сыграл за команду всего 5 матчей. Он вспоминал: «Всё было как обычно: я им был нужен только на домашние матчи, чтобы поднять посещаемость». В 1983 году Бест провёл несколько матчей за «Брисбен Лайонс» и «Осборн Парк Галеб» из Австралии. Последний официальный матч в своей карьере Бест сыграл в феврале 1984 года за североирландскую команду «Тобермор Юнайтед», выйдя на поле против «Баллимена Юнайтед» в Кубке Северной Ирландии.
Через четыре года после завершения карьеры Бест провёл свой прощальный матч. Он состоялся 8 августа 1988 года на «Уиндзор Парк». На трибунах присутствовали сэр Мэтт Басби и Боб Бишоп, скаут «Манчестер Юнайтед», обнаруживший талант североирландца. В матче приняли участие Пат Дженнингс, Осси Ардилес и Лиам Брейди. Бест забил дважды: первый гол — ударом из-за пределов штрафной, второй — с пенальти.

## Карьера в сборной
Бест дебютировал за юношескую сборную Северной Ирландии в 1963 году в возрасте 16 лет. Он вышел на поле за несколько дней до своего 17-го дня рождения в матче против юношеской сборной Англии. Впервые увидев Беста, тощего паренька с «битловской» причёской, главный тренер североирландцев Норман Керриган изрёк: «Он похож на ёршик, которым я бы прочистил свой мундштук».
15 апреля 1964 года Бест сыграл свой первый матч за главную сборную Северной Ирландии, которая встречалась в рамках Домашнего чемпионата Британии с Уэльсом на выезде. В той же игре дебютировал и знаменитый в будущем североирландский вратарь Пат Дженнингс. Матч закончился победой Северной Ирландии со счётом 3:2. Уже намного позднее Пат Дженнингс вспоминал о Бесте: «Он был лучшим из игроков, с кем — или против кого — мне доводилось играть. Я дорожу воспоминаниями о нём, хотя временами он выставлял меня в довольно глупом свете». Впоследствии сам Джордж признался, что почти ничего не помнит о своём дебютном матче за сборную: «Мы выиграли, поэтому, должно быть, мы играли хорошо. Всё, что я помню о той игре, это маленького тощего паренька по имени Джимми Маклохлин, забившего первый гол. Я не знаю, за какой клуб он играл, но он не был плохим игроком и даже забил несколько голов за сборную. Он был типичным игроком сборной Северной Ирландии. У нас всегда было четверо или пятеро приличных игроков из сильных клубов, а остальными были ребята из Второго и Третьего дивизионов, а иногда даже из Ирландской лиги».
Спустя две недели после своего дебюта за сборную Бест сыграл свой второй матч (и дебютный матч на «Уиндзор Парк», домашнем стадионе сборной), в котором североирландцы принимали сборную Уругвая. Хозяева одержали победу со счётом 3:0. Отец Джорджа, Дики Бест, вспоминал: «После дебюта Джорджа за сборную в местной газете написали, что не понимают, из-за чего поднялся такой шум из-за этого паренька Беста. Но потом, после игры с Уругваем, в которой он хорошо сыграл против грубой и жёсткой команды, газеты начали его хвалить и писать, какой он отличный игрок». Товарищ Беста по сборной Терри Нил вспоминал:
Джордж играл в атаке справа, а противостоявший ему уругвайский левый защитник встречал его очень жёстко. К тому моменту клубный сезон завершился, это был лишь товарищеский матч, и я считал, что не нужно подвергаться риску получить травму перед самым летним перерывом. Поэтому я подошёл к Джорджу и сказал: «Он тебя провоцирует, играй глубже и не лезь в противоборство с ним». Но я понапрасну сотрясал воздух. Джордж был в приподнятом настроении, он был неудержим, и играл с тем защитником, как матадор. Мы обыграли их со счётом 3:0, и хотя Бест не забил, я уверен, что вся команда согласится, что он был лучшим игроком матча. Он просто уничтожил того левого защитника.
С ноября 1965 года Бест начал пропускать товарищеские матчи своей сборной, концентрируясь на выступлениях за клуб. Джордж вспоминал, что игры за сборную были для него «отдыхом», поводом повеселиться с товарищами, а не серьёзным испытанием. Он считал, что ни тренерский штаб, ни «калибр» игроков сборной не соответствовали его мастерству и амбициям:
Я любил играть за Ирландию, особенно на домашнем стадионе, но если мне приходилось выбирать между игрой за «Манчестер Юнайтед» вместе с великими футболистами и весельем с ирландскими товарищами, с футбольной точки зрения ответ был очевиден.
На уровне сборных Джордж нечасто проявлял тот талант, который он демонстрировал на клубном уровне. Одно из исключений из этого правила случилось 21 октября 1967 года, когда Бест практически в одиночку выиграл матч против сборной Шотландии на домашнем стадионе «Уиндзор Парк», проходившем в рамках отборочного раунда к чемпионату Европы. Североирландцы победили в той игре со счётом 1:0; единственный в матче гол забил Дейв Клементс. Газета The Times вышла после этой игры с заголовком: «Гений Беста обыгрывает Шотландию». Спортивный журналист Малкольм Броди написал по итогам матча: «Без сомнения, „Уиндзор Парк“ ещё не видел такой великолепной индивидуальной игры футболиста». Многие считают этот матч лучшим матчем Джорджа Беста за сборную (в английском варианте игра слов: англ. 'The George Best International'), сам Джордж придерживался того же мнения.
В 1968 и 1969 году сборная Северной Ирландии в рамках отборочного турнира к чемпионату мира играла в группе против сборных Турции и СССР. Дважды разгромив команду Турции (4:1 и 3:0), 10 сентября 1969 года североирландцы дома сыграли вничью против сборной СССР (0:0). Ответный матч в Москве был назначен на 22 октября. За два дня до этого, 20 октября, Бест сыграл за «Манчестер Юнайтед» в матче Кубка Футбольной лиги против «Бернли», забив единственный мяч. После этого Джордж не присоединился к сборной, которая отправлялась на важнейший матч против СССР, с официальной формулировкой «из-за травмы». После этого на Беста обрушился шквал критики. Президент Ирландской футбольной ассоциации Гарри Каван обвинил «Манчестер Юнайтед» в том, что они включили Беста в состав на матч второстепенного турнира (Кубок Футбольной лиги), проходившего за 48 часов до ключевой игры национальной сборной, а также самого Джорджа, который «неправильно расставил приоритеты». Североирландцы без Беста проиграли в Москве со счётом 0:2, пропустив дважды во втором тайме, и набрали в итоге только 5 очков в группе, тогда как СССР после победы над Турцией набрал 7 и квалифицировался на чемпионат мира. Примечательно, что несмотря на «травму», из-за которой Бест пропускал матч против СССР 22 октября, уже 25 октября он вышел в стартовом составе «Манчестер Юнайтед» на матч Первого дивизиона против «Вест Бромвич Альбион».
15 мая 1971 года Бест принял участие в игре домашнего чемпионата Британии против сборной Англии, в котором забил, возможно, свой самый знаменитый гол в карьере. Вратарь англичан Гордон Бэнкс подбросил мяч в воздух, намереваясь выбить его в поле, но Бест опередил голкипера, ударив по мячу первым. Мяч через голову Бэнкса полетел в направлении пустых ворот. Оба игрока побежали за ним, но и тут Бест оказался быстрее, добравшись до мяча первым и направив его головой в сетку. К сожалению для Беста, гол был отменён: судья зафиксировал фол со стороны нападающего. Даже после многих лет, вспоминая тот эпизод, Джордж был убеждён, что гол должен был быть засчитан и что нарушения правил не было, так как Бэнкс сам выпустил мяч из рук.
В рамках отборочного турнира к чемпионату мира 1974 года Бест сыграл в первом групповом матче против Болгарии. Болгары одержали победу со счётом 3:0, а Бест был удалён за удар соперника. Из-за дисквалификации Джордж пропустил четыре следующих матча своей сборной. После отбытия дисквалификации главный тренер североирландцев Терри Нил вызвал Беста на матч против Шотландии, который был назначен на 16 мая 1973 года, однако Джордж не явился в расположение сборной. В тот момент он находился «в изгнании» на клубном уровне и не был готов играть ни физически, ни морально. 14 ноября 1973 года он сыграл за сборную в матче против Португалии, после чего не играл за национальную команду на протяжении почти трёх лет.
Осенью 1976 года Дэнни Бланчфлауэр вызвал Беста на матчи отборочного турнира к чемпионату мира 1978 года. Бест на тот момент был в неплохой форме, выступая за лондонский «Фулхэм». В первом матче Джорджа после его возвращения, который прошёл 13 октября в Роттердаме, североирландцы сыграли вничью со счётом 2:2 против сильной сборной Нидерландов. Однако за этим последовала серия из поражений, и команда Северной Ирландии вновь не смогла пробиться на чемпионат мира. 12 октября 1977 года Джордж Бест в последний раз сыграл за национальную сборную в матче против Нидерландов.
Бест выступал за сборную на протяжении 13 лет, с 1964 по 1977 год, сыграв 37 матчей и забив 9 мячей. Из них 4 гола он забил в ворота сборной Кипра и по голу — сборным Албании, Англии, Шотландии, Швейцарии и Турции. Выступая за сборную, Бест дважды получал удаления: в матчах против Шотландии и Болгарии.
В 1982 году, когда сборная Северной Ирландии успешно прошла квалификацию на чемпионат мира 1982 года, её главный тренер Билли Бингем рассматривал возможность включения Беста в заявку на турнир. Однако возраст (в то время Бесту было уже 36 лет) и проблемы с алкоголем стали решающими факторами, из-за которых Джордж не попал в состав сборной.
Многими футболистами и экспертами отмечается, что Бест был одним из самых талантливых игроков, никогда не сыгравших на чемпионатах мира. Бобби Чарльтон вспоминал:
В 1970-м, после чемпионата мира в Мексике, я отправился в Австралию, где провёл несколько обучающих тренировок. На обратном пути я остановился на Фиджи. Там я встретил паренька, который был совершенно ошеломлён тем фактом, что я на самом деле приехал туда. Он видел меня по телевизору, когда я играл на чемпионате мира, и не мог поверить, что встретил меня вживую. Я хочу сказать, что тот паренёк с Фиджи знал всё о Бобби Чарльтоне, но ничего не знал о Джордже Бесте, потому что Джордж не играл на чемпионате мира.
Дэвид Сэдлер, как и Чарльтон, выступавший за сборную Англии, заметил:
На «Олд Траффорд» было несколько ребят, выигравших чемпионат мира в 1966-м, и Джордж им сильно завидовал. Те из нас, кому повезло сыграть с ним, никогда не сомневались, что Бест был игроком мирового уровня. Но если ты не играешь на мировом первенстве, всегда будут те, кто скажут: «Ты не доказал это [свой класс]», и тебе нечего им ответить, если ты не сыграл на чемпионате мира против лучших игроков мира.
В книге How Not To Run Football, на обложке которой была иллюстрация с распятым на кресте Бестом, Дерек Дуган также высказался на эту тему:
Бест был блестящим игроком, гением, но без яркой витрины международных выступлений. Если бы он родился в Англии, он бы восхитил весь мир. В футболке Северной Ирландии его редко видели в матчах мирового уровня. Это было примерно так же, как если бы Джон Гилгуд никогда не выходил на сцену Национального театра, а выступал бы где-то на задворках в провинции. Я уверен, что именно это нарушило баланс в личности Джорджа и в итоге помешало ему реализовать свой потенциал.
В 2005 году Бест высказался в пользу создания единой общеирландской национальной сборной, объединяющей Ирландию с Северной Ирландией.

### Матчи Беста за сборную Северной Ирландии
| 1  | 15 апреля 1964   | Уэльс           | 3:2 | - | Домашний чемпионат Великобритании 1963/1964 |
| 2  | 29 апреля 1964   | Уругвай         | 3:0 | - | Товарищеский матч                           |
| 3  | 3 октября 1964   | Англия          | 3:4 | - | Домашний чемпионат Великобритании 1964/1965 |
| 4  | 14 октября 1964  | Швейцария       | 1:0 | - | Отборочные матчи ЧМ-1966                    |
| 5  | 14 ноября 1964   | Швейцария       | 1:2 | 1 | Отборочные матчи ЧМ-1966                    |
| 6  | 25 ноября 1964   | Шотландия       | 2:3 | 1 | Домашний чемпионат Великобритании 1964/1965 |
| 7  | 17 марта 1965    | Нидерланды      | 2:1 | - | Отборочные матчи ЧМ-1966                    |
| 8  | 7 апреля 1965    | Нидерланды      | 0:0 | - | Отборочные матчи ЧМ-1966                    |
| 9  | 7 мая 1965       | Албания         | 4:1 | 1 | Отборочные матчи ЧМ-1966                    |
| 10 | 2 октября 1965   | Шотландия       | 3:2 | - | Домашний чемпионат Великобритании 1965/1966 |
| 11 | 10 ноября 1965   | Англия          | 1:2 | - | Домашний чемпионат Великобритании 1965/1966 |
| 12 | 24 ноября 1965   | Албания         | 1:1 | - | Отборочные матчи ЧМ-1966                    |
| 13 | 22 октября 1966  | Англия          | 0:2 | - | Отборочные матчи ЧЕ-1968                    |
| 14 | 21 октября 1967  | Шотландия       | 1:0 | - | Отборочные матчи ЧЕ-1968                    |
| 15 | 23 октября 1968  | Турция          | 4:1 | 1 | Отборочные матчи ЧМ-1970                    |
| 16 | 3 мая 1969       | Англия          | 1:3 | - | Домашний чемпионат Великобритании 1968/1969 |
| 17 | 6 мая 1969       | Шотландия       | 1:1 | - | Домашний чемпионат Великобритании 1968/1969 |
| 18 | 10 мая 1969      | Уэльс           | 0:0 | - | Домашний чемпионат Великобритании 1968/1969 |
| 19 | 10 сентября 1969 | СССР            | 0:0 | - | Отборочные матчи ЧМ-1970                    |
| 20 | 18 апреля 1970   | Шотландия       | 0:1 | - | Домашний чемпионат Великобритании 1969/1970 |
| 21 | 21 апреля 1970   | Англия          | 1:3 | 1 | Домашний чемпионат Великобритании 1969/1970 |
| 22 | 25 апреля 1970   | Уэльс           | 0:1 | - | Домашний чемпионат Великобритании 1969/1970 |
| 23 | 11 ноября 1970   | Испания         | 0:3 | - | Отборочные матчи ЧЕ-1972                    |
| 24 | 3 февраля 1971   | Республика Кипр | 3:0 | 1 | Отборочные матчи ЧЕ-1972                    |
| 25 | 21 апреля 1971   | Республика Кипр | 5:0 | 3 | Отборочные матчи ЧЕ-1972                    |
| 26 | 15 мая 1971      | Англия          | 0:1 | - | Домашний чемпионат Великобритании 1970/1971 |
| 27 | 18 мая 1971      | Шотландия       | 1:0 | - | Домашний чемпионат Великобритании 1970/1971 |
| 28 | 22 мая 1971      | Уэльс           | 1:0 | - | Домашний чемпионат Великобритании 1970/1971 |
| 29 | 22 сентября 1971 | СССР            | 0:1 | - | Отборочные матчи ЧЕ-1972                    |
| 30 | 16 февраля 1972  | Испания         | 1:1 | - | Отборочные матчи ЧЕ-1972                    |
| 31 | 18 октября 1972  | Болгария        | 0:3 | - | Отборочные матчи ЧМ-1974                    |
| 32 | 14 ноября 1973   | Португалия      | 1:1 | - | Отборочные матчи ЧМ-1974                    |
| 33 | 13 октября 1976  | Нидерланды      | 2:2 | - | Отборочные матчи ЧМ-1978                    |
| 34 | 10 ноября 1976   | Бельгия         | 0:2 | - | Отборочные матчи ЧМ-1978                    |
| 35 | 27 апреля 1977   | ФРГ             | 0:5 | - | Товарищеский матч                           |
| 36 | 21 сентября 1977 | Исландия        | 2:0 | - | Отборочные матчи ЧМ-1978                    |
| 37 | 21 октября 1977  | Нидерланды      | 0:1 | - | Отборочные матчи ЧМ-1978                    |

Итого: 37 матчей / 9 голов; 13 побед, 8 ничьих, 16 поражений.

## Игровые характеристики
Чаще всего Бест играл на позиции левого или правого инсайда или вингера (что примерно соответствует понятию крайнего атакующего полузащитника в современном футболе). Его отличал отличный контроль мяча, равновесие, дриблинг, хорошее видение поля, высокая стартовая и дистанционная скорость. Многие отмечали его храбрость, когда он в одиночку шёл в обводку против нескольких защитников и зачастую обыгрывал нескольких человек подряд. Одним из его любимых и самых эффектных приёмов было прокидывание мяча между ног соперника, а затем быстрый проход ему за спину.
На сайте Национального музея футбола приводится такая характеристика Беста: «В эпоху грязных полей и жёстких стыков, Бест, казалось, скользит сквозь соперников и делает с мячом то, что никто другой не в состоянии. Он может играть на любом из флангов, в центре нападения или позади центрального нападающего. На пике своих возможностей Беста было не остановить. Даже Пеле назвал Парня из Белфаста „величайшим игроком в мире“».
Бест одинаково хорошо владел ударом с обеих ног. Мэтт Басби отмечал: «Он играл любой ногой — иногда казалось, что у него их шесть». Несмотря на невысокий рост (175 см), Бест хорошо играл головой, забив ряд важных голов в своей карьере «со второго этажа».
Джордж был уникален, величайший талант в истории нашего футбола, однозначно. Взгляните на его голевые показатели — 137 голов в 361 матче чемпионата, и 179 голов в 466 матчах во всех турнирах. Это феноменально для человека, который не получал свою долю голов „на блюдечке“, которую имеют нападающие. Джордж почти всегда должен был обыграть соперника, чтобы забить гол.сэр Алекс Фергюсон
Бест был лучшим футболистом в мире, не только в Англии, и моим хорошим другом. Когда он играл против «Бенфики» в 1966 году в Лондоне, мы проиграли со счётом 5:1, Джордж был потрясающим, он гений.Эйсебио
Джордж вдохновлял меня, когда я был молод. Он был ярким, захватывающим игроком и имел способность вдохновлять товарищей по команде. На самом деле я думаю что мы были очень похожими игроками — дриблёрами, способными создавать магические моменты.Диего Марадона
Когда Денису Лоу, игравшему вместе с Джорджем в «Манчестер Юнайтед», задали вопрос о слабых сторонах Беста как футболиста, он сказал, что, возможно, североирландец иногда был «жадным», чересчур увлекаясь индивидуальными действиями, попытками обыграть всех игроков соперника и забить гол самостоятельно, тогда как его партнёры ждали передачи. При этом Лоу заметил, что не считает это серьёзным недостатком, так как очень часто самоуверенные «сольные» проходы Беста завершались забитыми им же голами. То же самое отмечал и сэр Бобби Чарльтон: «Часто, когда Джордж „танцевал“ с мячом в, казалось бы, бесперспективной позиции, я говорил себе: „Ах же ты маленький жадина!“ Но через мгновение я уже открывал рот от изумления: „Какой потрясающий гол!“»

## Жизнь после футбола. Алкоголизм
В 1969-м я завязал с женщинами и алкоголем. Это были худшие 20 минут моей жизни.
Я потратил огромное количество денег на выпивку, девочек и быстрые машины. Остальные деньги я просто растранжирил.
Я бы мог ходить на собрания анонимных алкоголиков, но думаю, что мне сложно было бы оставаться анонимным.
Джордж имел проблемы с алкоголем на протяжении всей своей взрослой жизни. В 1981 году, проживая в США, Джордж украл деньги из сумки женщины, чтобы купить себе выпивку: «Мы сидели в баре на пляже, а когда она отлучилась в туалет, я забрал все деньги, лежавшие в её сумке». На следующий день, когда он протрезвел, ему стало стыдно, и он вернул деньги женщине.
В ноябре 1984 года Бест был признан виновным по обвинению в управлении автомобилем в нетрезвом виде и нападении на полицейского. Его лишили прав и приговорили к трём месяцам тюремного заключения. Рождество 1984 года провёл в тюрьме Форд. Широко распространена легенда, согласно которой Бест в этот период играл за тюремную футбольную команду, однако в автобиографии Джордж отрицает это: «Я не хотел, чтобы в прессе вдруг появились фотографии, где я играю в футбол в таком унизительном окружении». Вместо этого он занимался в тренажёрном зале. 8 февраля 1985 года Бест вышел из тюрьмы, по собственному признанию, прекрасно чувствуя себя физически после ежедневных тренировок и периода вынужденной трезвости. Но после выхода на свободу через пару недель он снова начал пить.
С 1984 по 1987 год Джордж встречался с моделью Энджи Линн (Angie Lynn). Они даже хотели пожениться в 1986 году, когда Линн забеременела, но затем у неё случился выкидыш. После многочисленных ссор и пьяных выходок Джорджа они расстались. C 1987 по 1995 год Бест встречался с Мэри Шатила (Mary Shatila), которая на протяжении восьми лет была для него «любовницей, сиделкой, секретаршей и агентом в одном лице».
Начиная с 1987 года Бест регулярно проводил публичные выступления, зарабатывая таким образом на жизнь. Кроме того, он был комментатором на телевидении и радио. Всё это приносило ему хороший доход, однако все деньги уходили на пагубные увлечения — алкоголь и азартные игры. Бест даже продал на аукционе все свои медали и футболку, которую ему подарил Пеле.
В сентябре 1990 года Бест появился в очередном выпуске рейтингового ток-шоу Wogan на канале BBC. Он был в состоянии сильного алкогольного опьянения и во время обсуждения сказал одному из гостей ток-шоу: «Терри, я люблю трахаться». Позднее Бест извинился за свой поступок и признал, что это был один из самых худших эпизодов в его жизни, связанных с алкоголизмом.
В начале 1990-х Бест вместе с Родни Маршем участвовал в трёхлетнем турне, в котором они презентовали футбольные видео и обсуждали футбольные темы. Также он работал футбольным экспертом на Sky Sports.
В июле 1994 года Джордж познакомился с 22-летней стюардессой Virgin Atlantic Airways Алекс Перси. Через год они поженились.
Хронический алкоголизм Беста привёл к значительным повреждениям внутренних органов. В марте 2000 года у него было диагностировано серьёзное поражение печени. В феврале 2001 года Бест был госпитализирован с диагнозом «пневмония». В апреле 2001 года в желудок Беста были имплантированы специальные капсулы, которые должны были вызывать неприятие алкоголя. Подобные капсулы имплантировались в его желудок и ранее, но, как и в предыдущий раз, их эффект был недолгим.
30 июля 2002 года в Королевском госпитале Кромвеля Бест успешно перенёс операцию по пересадке печени. Однако и после операции он продолжал употреблять алкогольные напитки, посещая различные пабы, что вызвало сильную общественную критику. В июле 2003 года Бест был задержан полицией за драку в одном из пабов Суррея.
2 февраля 2004 года Бест был в очередной раз признан виновным в управлении автомобилем в нетрезвом виде (в его крови было зафиксировано превышение содержания алкоголя по сравнению с допустимой нормой в два с половиной раза), оштрафован на 1500 фунтов и лишён водительских прав на 20 месяцев.

## Болезнь и смерть
Даже после пересадки печени Бест продолжал употреблять алкоголь. 3 октября 2005 года Бест был госпитализирован с диагнозом «острая почечная инфекция» в госпиталь Кромвеля в Лондоне, где ему была оказана неотложная помощь. Почечная инфекция стала побочным эффектом приёма иммунодепрессантов, прописанных Бесту для предотвращения отторжения организмом печени после её трансплантации. 27 октября 2005 года газеты сообщили, что Бест находится в критическом состоянии и уже попрощался с друзьями и близкими. Вслед за этим его состояние стабилизировалось, но в ноябре началось новое ухудшение. 20 ноября вышел очередной номер британского таблоида News of the World с фотографией Беста на больничной койке и его последними словами: «Не умирайте, как я» (Don't die like me). Это фото было опубликовано по просьбе самого Беста. Последние слова Джорджа были предупреждением для всех, кто считает алкоголь безобидным способом развлечься. На протяжении двух месяцев нахождения Беста в больнице у кровати отца дежурил сын Джорджа, Калум.
Ранним утром 25 ноября 2005 года интенсивная терапия была приостановлена. В 13 часов 6 минут Джордж Бест скончался в возрасте 59 лет от лёгочной инфекции, многочисленных отказов внутренних органов и внутреннего кровотечения. Спустя 10 лет после смерти Беста вышел документальный фильм, в котором утверждалось, что хотя алкоголь и сыграл существенную роль в качестве причины смерти Джорджа, он был не основной причиной. Главной причиной смерти Беста стала передозировка иммунодепрессантов. Джордж сильно превысил предписанную врачом дозу, вероятно, находясь в состоянии опьянения, после чего, по словам врачей, его иммунитет был не просто ослаблен, он был «отключён». У Беста развилась инфекция в груди, поразившая его лёгкие, почки, печень, сердце и мозг.
Вслед за известиями о смерти Джорджа Премьер-министр Великобритании Тони Блэр заявил: «Джордж Бест был, возможно, самым одарённым футболистом своего поколения и одним из величайших футболистов, рождённых в Великобритании». Со всего мира начали поступать сообщения от известных футболистов, отдававших дань памяти его таланту. В их числе были Пеле, Диего Марадона и Йохан Кройф. Эрик Кантона так прокомментировал смерть Беста: «После своей первой тренировки на небесах, Джордж Бест совершил проход со своего любимого правого фланга, обвёл Господа Бога, игравшего левого защитника, и забил потрясающий гол с 30 ярдов. Я хотел бы, чтобы он зарезервировал мне место в своей команде. Джордж Бест, а не Господь Бог».
После смерти Джорджа Беста руководство Премьер-лиги объявило о минуте молчания перед каждой игрой предстоящего тура чемпионата. На многих стадионах это объявление было проигнорировано, и вместо минуты молчания была организована минута аплодисментов в честь Беста. Первой игрой «Манчестер Юнайтед» после смерти Беста стал матч Кубка Футбольной лиги на «Олд Траффорд» против «Вест Бромвич Альбион» — клуба, против которого Бест дебютировал за «Юнайтед» в 1963 году. Перед игрой дань памяти Джорджу отдали его бывшие одноклубники по «Юнайтед», оставшиеся в живых футболисты «Вест Бромвича» из состава 1963 года, а также сын Беста, Калум. Сэр Бобби Чарльтон выступил с краткой памятной речью, за которой последовала минута молчания, в течение которой болельщики по всему стадиону подняли в воздух десятки тысяч фотографий Беста.

### Похороны
3 декабря 2005 года в 10 часов утра катафалк с телом Джорджа выехал из семейного дома Бестов на улице Крегаг Роуд в Восточном Белфасте. Траурный кортеж проследовал до здания Парламента Северной Ирландии. Несмотря на дождь, вдоль дороги выстроились от 75 до 100 тысяч человек, они провожали передвижение катафалка аплодисментами. Перед зданием парламента, где прошла церемония прощания с Бестом, был выставлен почётный караул из юных игроков клуба «Крегаг Бойз», в котором Джордж начал свою карьеру. Гроб с телом Беста, задрапированный флагом Северной Ирландии, несли Билли Бингем, Дерек Дуган, Питер Макпарланд, Гарри Грегг, Джерри Армстронг и Денис Лоу. В 11 утра в главном зале парламента началась заупокойная служба, за которой снаружи наблюдали 25 тысяч человек (на улице был установлен большой экран и громкоговорители), а также миллионы телезрителей — церемонию транслировали в прямом эфире каналы BBC One, UTV, RTÉ, ITV News, BBC News 24, Sky News, Sky Sports News, Euronews и MUTV. По просьбе семьи Беста, из собравшихся жителей Белфаста были случайным образом отобраны 10 человек, которым было разрешено присутствовать на церемонии внутри здания. Один из них, Джеймс Поттер, которому было 69 лет, сказал: «Я сам уроженец Крегаг Роуд, а мой брат играл с Джорджем. Это удивительно, быть здесь — это величайшая честь в моей жизни». Сын Джорджа, Калум, зачитал стихотворение, посвящённое отцу. Всего внутри здания собралось около 300 человек.
После завершения траурных мероприятий Бест был похоронен рядом со своей матерью Энни Уизерс на вершине холма Роузлонского кладбища, возвышающегося над Восточным Белфастом.

## Память
Аэропорт Белфаст-Сити был переименован в Аэропорт Белфаст-Сити имени Джорджа Беста как дань памяти Джорджу. Официальная церемония присвоения нового имени и логотипа прошла в аэропорту 22 мая 2006 года (в день, когда Бесту исполнилось бы 60 лет) в присутствии семьи и друзей Джорджа.
Общественное мнение в Северной Ирландии по поводу переименования аэропорта разделилось: согласно одному из опросов, 52 % североирландцев высказались «за» и 48 % «против». Лидер Демократической юнионистской партии и член парламента от Восточного Белфаста Питер Робинсон, в чьём избирательном округе находился аэропорт, заявил о том, что он бы предпочёл, чтобы именем Беста назвали спортивный стадион. Шумиха вокруг переименования спровоцировала ряд негативных комментариев за пределами Северной Ирландии.
В марте 2006 года авиакомпания Flybe назвала один из своих самолётов The George Best. Впоследствии самолёт использовался для перевозки членов семьи Беста в Манчестер для участия в мемориальной службе.
В июне 2006 года Сара Фаберже, правнучка ювелира Российской империи Карла Фаберже, получила заказ на создание ювелирного яйца имени Джорджа Беста. Была выпущена ограниченная партия в 68 яиц, все доходы от продажи которых поступили в Фонд имени Джорджа Беста. Первый экземпляр из партии выставлен на всеобщее обозрение в аэропорту имени Джорджа Беста.
В первую годовщину смерти Беста Ольстерский банк напечатал один миллион памятных банкнот достоинством в 5 фунтов с изображением Джорджа Беста. Тираж банкнот был полностью раскуплен за пять дней. На онлайн-аукционе eBay за одну купюру предлагали до 30 фунтов.
В декабре 2006 года мемориальный траст имени Джорджа Беста начал кампанию по сбору 200 тысяч фунтов стерлингов для возведения бронзовой статуи Беста в натуральную величину. В январе 2008 года девелопер из Белфаста Даг Эллиотт заявил о своём намерении профинансировать возведение мемориала Бесту. Однако в итоге так и не удалось согласовать с местными властями место для размещения памятника. Тем не менее, многие активисты в Белфасте все ещё надеются на возведение памятника Джорджу в его родном городе.
29 мая 2008 года, ровно через 40 лет после победы «Манчестер Юнайтед» в Кубке европейских чемпионов на «Уэмбли», напротив восточной трибуны «Олд Траффорд» был открыт памятник «великой троице»: Джорджу Бесту, Денису Лоу и Бобби Чарльтону. Статуя была выполнена из бронзы известным скульптором Филиппом Джексоном. На церемонии открытия перед тремя сотнями собравшихся, в числе которых были восемь участников финала 1968 года со стороны «Манчестер Юнайтед», выступили сэр Бобби Чарльтон, Денис Лоу, сэр Алекс Фергюсон, Дэвид Алан Гилл, Уилф Макгиннесс и Филипп Джексон. Чарльтон сказал, что находиться в компании таких великих игроков как Бест и Лоу является «величайшим комплиментом» для него, а Лоу заметил: «Единственная трагедия в том, что с нами сейчас нет Джорджа, но я уверен, что он смотрит сейчас на нас сверху и чувствует гордость, глядя на этот памятник».

## Семья
Джордж был старшим ребёнком в семье Дики и Энн Бестов. У него также было четыре сестры (Кэрол, Барбара, Джулия и Грейс) и брат Иан. Мать Джорджа, Энн, скончалась от сердечно-сосудистого заболевания, вызванного алкоголизмом, в 1978 году в возрасте 55 лет. Дики Бест был госпитализирован в марте 2008 года в Ольстерской клинике в Дундональде (Северная Ирландия) и через четыре недели, 16 апреля, скончался в возрасте 88 лет.
Джордж был дважды женат. Его первой супругой была Энджела Макдональд-Джейнс (Энджи Бест). Они познакомились в Малибу, когда Энджи было 23 года, а Джорджу — 29. Энджи была фитнес-тренером, вела здоровый образ жизни, что импонировало Джорджу, который любил выпить. Она знала о популярности Беста среди женщин, но относилась к изменам спокойно: «Другие женщины были с ним только когда он был пьян. Я была с ним, когда он был трезв». Они состояли в браке с 1978 по 1986 год.
С 1995 по 2004 год Бест состоял в браке с Алекс Перси, бывшей стюардессой, ставшей впоследствии одной из самых знаменитых фотомоделей Англии. Они познакомились в ночном клубе, когда Джордж подошёл к девушке и сказал: «Я люблю тебя». Бесту тогда было 48, а Алекс 22 года. Супруги официально развелись в 2004 году, хотя фактически они прекратили отношения ещё в сентябре 2003 года после появления в прессе ряда сообщений о супружеской неверности Беста и продолжении употребления им алкоголя. В 2004 году Алекс заявила, что Бест бил её по лицу. От первого брака у Беста остался сын Калум; от второго брака детей не было. По слухам, у Беста было также две дочери от других женщин.
Калум Бест, единственный сын Джорджа, родился в США в 1981 году и жил там до достижения 21 года, после чего переехал в Великобританию. Он является фотомоделью, актёром и ведущим телевизионных шоу.

## Бест в популярной культуре
Автобиографические книги Беста:
- The Good, The Bad and The Bubbly (в соавторстве с Россом Бенсоном), 1991
- Bestie: A Portrait of a Legend (в соавторстве с Джо Лавджоем), 1999
- Blessed: The Autobiography (в соавторстве с Роем Коллинзом), 2002
- Scoring at Half Time (в соавторстве с Мартином Найтом), 2004
- Hard Tackles and Dirty Baths, 2006

На пике своей популярности в конце 60-х — начале 70-х Бест снимался в рекламе сосисок Кукстауна с лозунгом «лучшие семейные сосиски / семейные сосиски Беста» (в оригинале игра слов: the Best family sausages). В 1971 году Бест сыграл эпизодическую роль в британском комедийном фильме «Перси».
В 2000 году вышел биографический фильм под названием Best, в котором описывались перипетии личной жизни Джорджа. В фильме снялись Джон Линч в роли Джорджа Беста и Роджер Долтри в роли Родни Марша.
В 1984 году Бест принял участие в записи альбома Мари Стевин Shape Up and Dance. В октябре 1987 года британская рок-группа The Wedding Present выпустила свой дебютный альбом под названием George Best, на обложке которого был Джордж в красной футболке «Манчестер Юнайтед».
После смерти Беста в декабре 2005 года Брайан Кеннеди и Питер Корри выпустили сингл George Best — A Tribute в дань памяти Джорджу. Тогда же бывший лидер группы Men At Work (ныне — сольный артист) Колин Хэй совместно с Хизер Миллс выпустил сингл My Brillian Feet в дань памяти Бесту. Все доходы от продажи сингла были направлены на благотворительные нужды в помощь программе по донорству органов.
Имя Беста множество раз упоминалось в различных музыкальных произведениях, телевизионных программах и на интернет-форумах. Так, Бест упомянут в песне Are You Lookin’ At Me? с одноимённого альбома Колина Хэя: Well I loved the Lone Ranger and I loved that Dennis Law. Him and George Best, sure knew how a kick a ball. В 2015 году среди британских болельщиков «Манчестер Юнайтед» была популярна песня Нормана Гринбаума Spirit in the Sky с изменёнными словами, в которых фигурировал Джордж Бест: Going on up to the spirit in the sky / It’s where I’m gonna go when I die / When I die and they lay me to rest / I’m gonna go on the p*** with Georgie Best.
В 2007 году журнал GQ включил Джорджа Беста в список 50 самых стильных людей за последние полвека.
В 2015 году было объявлено о новом фильме, посвящённом жизни Джорджа Беста. Фильм, который частично финансировался за счёт пожертвований болельщиков, вышел в 2017 году под названием George Best: All by Himself.

## Достижения
Если бы вы спросили меня, что бы я выбрал: обыграть четырёх человек и с тридцати ярдов забить гол в ворота «Ливерпуля» или переспать с мисс мира, это был бы сложный выбор. К счастью, я осуществил и то, и другое.

### Командные достижения
«Манчестер Юнайтед»
- Обладатель Молодёжного кубка Англии: 1964
- Чемпион Первого дивизиона (2): 1964/65, 1966/67
- Обладатель Кубка европейских чемпионов: 1967/68
- Обладатель Суперкубка Англии (2): 1965, 1967
- Итого: 6 трофеев

### Личные достижения
- Обладатель «Золотого мяча» по версии France Football: 1968[328]
- Футболист года по версии Ассоциации футбольных журналистов: 1968[329]
- Лучший бомбардир Первого дивизиона: 1967/68
- Лучший бомбардир «Манчестер Юнайтед» среди полузащитников: 179 голов в официальных матчах
- Лучший бомбардир «Манчестер Юнайтед» в сезоне (4): 1967/68, 1969/70, 1970/71, 1971/72
- Рекордсмен «Манчестер Юнайтед» по количеству голов в одном матче: 6 голов (наряду с Гарольдом Халсом)[330]
- Включён в список 100 легенд Футбольной лиги: 1998[331]
- Награда Ассоциации футбольных журналистов за заслуги перед футболом: 2000[332]
- Почётный доктор Университета Квинс (Белфаст): 2001[333]
- Почётный гражданин Каслри: 2001[334]
- Включён в Зал славы английского футбола: 2002[254]
- Награждён юбилейной наградой УЕФА: 2003
- Призёр Голосования «Золотого юбилея» УЕФА[англ.]: 19-е место
- Включён в список ФИФА 100: 2004
- Награда Golden Foot: 2005 (в номинации «Легенды футбола»)
- Специальная награда ПФА за заслуги перед футболом (посмертно): 2006
- Включён в Европейский зал футбольной славы: 2008
- Включён в список величайших футболистов XX века по версии World Soccer: 8-е место[25]
- Игрок столетия по версии ФИФА:
  - Интернет-голосование: 20-е место
  - Голосование журнала ФИФА и большого жюри: 5-е место

## Статистика выступлений

### Клубная карьера
| Клуб                     | Сезон            | Лига | Лига | Кубки | Кубки | Еврокубки | Еврокубки | Прочие | Прочие | Итого | Итого |
| Клуб                     | Сезон            | Игры | Голы | Игры  | Голы  | Игры      | Голы      | Игры   | Голы   | Игры  | Голы  |
| ------------------------ | ---------------- | ---- | ---- | ----- | ----- | --------- | --------- | ------ | ------ | ----- | ----- |
| Манчестер Юнайтед        | 1963/64          | 17   | 4    | 7     | 2     | 2         | 0         | 0      | 0      | 26    | 6     |
| Манчестер Юнайтед        | 1964/65          | 41   | 10   | 7     | 2     | 11        | 2         | 0      | 0      | 59    | 14    |
| Манчестер Юнайтед        | 1965/66          | 31   | 9    | 5     | 3     | 6         | 4         | 1      | 1      | 43    | 17    |
| Манчестер Юнайтед        | 1966/67          | 42   | 10   | 3     | 0     | 0         | 0         | 0      | 0      | 45    | 10    |
| Манчестер Юнайтед        | 1967/68          | 41   | 28   | 2     | 1     | 9         | 3         | 1      | 0      | 53    | 32    |
| Манчестер Юнайтед        | 1968/69          | 41   | 19   | 6     | 1     | 6         | 2         | 2      | 0      | 55    | 22    |
| Манчестер Юнайтед        | 1969/70          | 37   | 15   | 16    | 8     | 0         | 0         | 0      | 0      | 53    | 23    |
| Манчестер Юнайтед        | 1970/71          | 40   | 18   | 8     | 3     | 0         | 0         | 3      | 1      | 51    | 22    |
| Манчестер Юнайтед        | 1971/72          | 40   | 18   | 13    | 8     | 0         | 0         | 1      | 1      | 54    | 27    |
| Манчестер Юнайтед        | 1972/73          | 19   | 4    | 4     | 2     | 0         | 0         | 0      | 0      | 23    | 6     |
| Манчестер Юнайтед        | 1973/74          | 12   | 2    | 0     | 0     | 0         | 0         | 0      | 0      | 12    | 2     |
| Манчестер Юнайтед        | Итого            | 361  | 137  | 71    | 30    | 34        | 11        | 8      | 3      | 474   | 181   |
| Джуиш Гилд (аренда)      | 1974             | 5    | 1    | -     | -     | -         | -         | 0      | 0      | 5     | 1     |
| Джуиш Гилд (аренда)      | Итого            | 5    | 1    | 0     | 0     | 0         | 0         | 0      | 0      | 5     | 1     |
| Стокпорт Каунти          | 1975/76          | 3    | 2    | 0     | 0     | -         | -         | 0      | 0      | 3     | 2     |
| Стокпорт Каунти          | Итого            | 3    | 2    | 0     | 0     | 0         | 0         | 0      | 0      | 3     | 2     |
| Корк Селтик              | 1975/76          | 3    | 0    | 0     | 0     | 0         | 0         | 0      | 0      | 3     | 0     |
| Корк Селтик              | Итого            | 3    | 0    | 0     | 0     | 0         | 0         | 0      | 0      | 3     | 0     |
| Лос-Анджелес Ацтекс      | 1976             | 24   | 15   | -     | -     | -         | -         | -      | -      | 24    | 15    |
| Лос-Анджелес Ацтекс      | 1977             | 25   | 13   | -     | -     | -         | -         | -      | -      | 25    | 13    |
| Лос-Анджелес Ацтекс      | 1978             | 12   | 1    | -     | -     | -         | -         | -      | -      | 12    | 1     |
| Лос-Анджелес Ацтекс      | Итого            | 61   | 29   | 0     | 0     | 0         | 0         | 0      | 0      | 61    | 29    |
| Фулхэм                   | 1976/77          | 32   | 6    | 5     | 2     | -         | -         | 0      | 0      | 37    | 8     |
| Фулхэм                   | 1977/78          | 10   | 2    | 0     | 0     | -         | -         | 1      | 1      | 11    | 3     |
| Фулхэм                   | Итого            | 42   | 8    | 5     | 2     | 0         | 0         | 1      | 1      | 48    | 11    |
| Форт-Лодердейл Страйкерс | 1978             | 14   | 5    | -     | -     | -         | -         | -      | -      | 14    | 5     |
| Форт-Лодердейл Страйкерс | 1979             | 19   | 2    | -     | -     | -         | -         | -      | -      | 19    | 2     |
| Форт-Лодердейл Страйкерс | Итого            | 33   | 7    | 0     | 0     | 0         | 0         | 0      | 0      | 33    | 7     |
| Хиберниан                | 1979/80          | 13   | 3    | 3     | 0     | 0         | 0         | 0      | 0      | 16    | 3     |
| Хиберниан                | 1980/81          | 4    | 0    | 2     | 0     | 0         | 0         | 0      | 0      | 6     | 0     |
| Хиберниан                | Итого            | 17   | 3    | 5     | 0     | 0         | 0         | 0      | 0      | 22    | 3     |
| Сан-Хосе Эртквейкс       | 1980             | 26   | 8    | -     | -     | -         | -         | -      | -      | 26    | 8     |
| Сан-Хосе Эртквейкс       | 1981             | 30   | 13   | -     | -     | -         | -         | -      | -      | 30    | 13    |
| Сан-Хосе Эртквейкс       | Итого            | 56   | 21   | 0     | 0     | 0         | 0         | 0      | 0      | 56    | 21    |
| Борнмут                  | 1982/83          | 5    | 0    | 0     | 0     | -         | -         | 0      | 0      | 5     | 0     |
| Борнмут                  | Итого            | 5    | 0    | 0     | 0     | 0         | 0         | 0      | 0      | 5     | 0     |
| Брисбен Лайонс           | 1983             | 4    | 0    | 0     | 0     | -         | -         | 0      | 0      | 4     | 0     |
| Брисбен Лайонс           | Итого            | 4    | 0    | 0     | 0     | 0         | 0         | 0      | 0      | 4     | 0     |
| Тобермор Юнайтед         | 1983/84          | 0    | 0    | 1     | 0     | 0         | 0         | 0      | 0      | 1     | 0     |
| Тобермор Юнайтед         | Итого            | 0    | 0    | 1     | 0     | 0         | 0         | 0      | 0      | 1     | 0     |
| Всего за карьеру         | Всего за карьеру | 590  | 208  | 82    | 32    | 34        | 11        | 9      | 4      | 715   | 255   |

### Выступления за сборную
| Сборная           | Год              | Отборочные матчи ЧМ | Отборочные матчи ЧМ | Отборочные матчи ЧЕ | Отборочные матчи ЧЕ | Чемпионат Британии | Чемпионат Британии | Товарищеские матчи | Товарищеские матчи | Итого | Итого |
| Сборная           | Год              | Игры                | Голы                | Игры                | Голы                | Игры               | Голы               | Игры               | Голы               | Игры  | Голы  |
| ----------------- | ---------------- | ------------------- | ------------------- | ------------------- | ------------------- | ------------------ | ------------------ | ------------------ | ------------------ | ----- | ----- |
| Северная Ирландия | 1964             | 2                   | 1                   | -                   | -                   | 3                  | 1                  | 1                  | 0                  | 6     | 2     |
| Северная Ирландия | 1965             | 4                   | 1                   | -                   | -                   | 2                  | 0                  | 0                  | 0                  | 6     | 1     |
| Северная Ирландия | 1966             | -                   | -                   | 1                   | 0                   | 0                  | 0                  | 0                  | 0                  | 1     | 0     |
| Северная Ирландия | 1967             | -                   | -                   | 1                   | 0                   | 0                  | 0                  | 0                  | 0                  | 1     | 0     |
| Северная Ирландия | 1968             | 1                   | 1                   | 0                   | 0                   | 0                  | 0                  | 0                  | 0                  | 1     | 1     |
| Северная Ирландия | 1969             | 1                   | 0                   | -                   | -                   | 3                  | 0                  | 0                  | 0                  | 4     | 0     |
| Северная Ирландия | 1970             | -                   | -                   | 1                   | 0                   | 3                  | 1                  | 0                  | 0                  | 4     | 1     |
| Северная Ирландия | 1971             | -                   | -                   | 3                   | 4                   | 3                  | 0                  | 0                  | 0                  | 6     | 4     |
| Северная Ирландия | 1972             | 1                   | 0                   | 1                   | 0                   | 0                  | 0                  | 0                  | 0                  | 2     | 0     |
| Северная Ирландия | 1973             | 1                   | 0                   | -                   | -                   | 0                  | 0                  | 0                  | 0                  | 1     | 0     |
| Северная Ирландия | 1974             | -                   | -                   | 0                   | 0                   | 0                  | 0                  | 0                  | 0                  | 0     | 0     |
| Северная Ирландия | 1975             | -                   | -                   | 0                   | 0                   | 0                  | 0                  | 0                  | 0                  | 0     | 0     |
| Северная Ирландия | 1976             | 2                   | 0                   | -                   | -                   | 0                  | 0                  | 0                  | 0                  | 2     | 0     |
| Северная Ирландия | 1977             | 2                   | 0                   | -                   | -                   | 0                  | 0                  | 1                  | 0                  | 3     | 0     |
| Всего за карьеру  | Всего за карьеру | 14                  | 3                   | 7                   | 4                   | 14                 | 2                  | 2                  | 0                  | 37    | 9     |